# Llista d'asteroides (383001-384000)
Llista d'asteroides del 383.001 al 384.000, amb data de descoberta i descobridor. És un fragment de la llista d'asteroides completa. Als asteroides se'ls dona un número quan es confirma la seva òrbita, per tant apareixen llistats aproximadament segons la data de descobriment.

## 383001-383100
| Nom    | Designació provisional | Data de descobriment   | Lloc de descobriment | Descobridor/s        |
| ------ | ---------------------- | ---------------------- | -------------------- | -------------------- |
| 383001 | 2005 JO133             | 14 de maig de 2005     | Kitt Peak            | Spacewatch           |
| 383002 | 2005 JW137             | 13 de maig de 2005     | Kitt Peak            | Spacewatch           |
| 383003 | 2005 JW149             | 3 de maig de 2005      | Kitt Peak            | Spacewatch           |
| 383004 | 2005 LA9               | 1 de juny de 2005      | Mount Lemmon         | Mt. Lemmon Survey    |
| 383005 | 2005 LR10              | 3 de juny de 2005      | Catalina             | CSS                  |
| 383006 | 2005 LE19              | 8 de juny de 2005      | Kitt Peak            | Spacewatch           |
| 383007 | 2005 LT38              | 11 de juny de 2005     | Kitt Peak            | Spacewatch           |
| 383008 | 2005 LU47              | 14 de juny de 2005     | Mount Lemmon         | Mt. Lemmon Survey    |
| 383009 | 2005 ML11              | 27 de juny de 2005     | Kitt Peak            | Spacewatch           |
| 383010 | 2005 MY12              | 29 de juny de 2005     | Catalina             | CSS                  |
| 383011 | 2005 MS17              | 27 de juny de 2005     | Kitt Peak            | Spacewatch           |
| 383012 | 2005 MF27              | 29 de juny de 2005     | Kitt Peak            | Spacewatch           |
| 383013 | 2005 MS30              | 29 de juny de 2005     | Palomar              | NEAT                 |
| 383014 | 2005 ML31              | 30 de juny de 2005     | Palomar              | NEAT                 |
| 383015 | 2005 MS35              | 30 de juny de 2005     | Kitt Peak            | Spacewatch           |
| 383016 | 2005 ME39              | 28 de juny de 2005     | Palomar              | NEAT                 |
| 383017 | 2005 MW42              | 29 de juny de 2005     | Palomar              | NEAT                 |
| 383018 | 2005 MD43              | 30 de juny de 2005     | Kitt Peak            | Spacewatch           |
| 383019 | 2005 NR9               | 1 de juliol de 2005    | Kitt Peak            | Spacewatch           |
| 383020 | 2005 NW14              | 2 de juliol de 2005    | Kitt Peak            | Spacewatch           |
| 383021 | 2005 NY17              | 4 de juliol de 2005    | Socorro              | LINEAR               |
| 383022 | 2005 NC20              | 16 de juny de 2005     | Kitt Peak            | Spacewatch           |
| 383023 | 2005 NJ43              | 5 de juliol de 2005    | Palomar              | NEAT                 |
| 383024 | 2005 NQ50              | 5 de juliol de 2005    | Mount Lemmon         | Mt. Lemmon Survey    |
| 383025 | 2005 ND55              | 10 de juliol de 2005   | Kitt Peak            | Spacewatch           |
| 383026 | 2005 NV61              | 11 de juliol de 2005   | Kitt Peak            | Spacewatch           |
| 383027 | 2005 NQ74              | 9 de juliol de 2005    | Kitt Peak            | Spacewatch           |
| 383028 | 2005 NK76              | 10 de juliol de 2005   | Kitt Peak            | Spacewatch           |
| 383029 | 2005 NM98              | 9 de juliol de 2005    | Kitt Peak            | Spacewatch           |
| 383030 | 2005 NL123             | 9 de juliol de 2005    | Kitt Peak            | Spacewatch           |
| 383031 | 2005 NS125             | 4 de juliol de 2005    | Siding Spring        | Siding Spring Survey |
| 383032 | 2005 OK20              | 28 de juliol de 2005   | Palomar              | NEAT                 |
| 383033 | 2005 OX31              | 26 de juliol de 2005   | Palomar              | NEAT                 |
| 383034 | 2005 PH24              | 10 d'agost de 2005     | Cerro Tololo         | M. W. Buie           |
| 383035 | 2005 QV2               | 24 d'agost de 2005     | Palomar              | NEAT                 |
| 383036 | 2005 QN3               | 24 d'agost de 2005     | Palomar              | NEAT                 |
| 383037 | 2005 QC8               | 24 d'agost de 2005     | Palomar              | NEAT                 |
| 383038 | 2005 QX12              | 24 d'agost de 2005     | Palomar              | NEAT                 |
| 383039 | 2005 QJ18              | 25 d'agost de 2005     | Palomar              | NEAT                 |
| 383040 | 2005 QW19              | 26 d'agost de 2005     | Campo Imperatore     | CINEOS               |
| 383041 | 2005 QQ32              | 25 d'agost de 2005     | Palomar              | NEAT                 |
| 383042 | 2005 QZ39              | 26 d'agost de 2005     | Palomar              | NEAT                 |
| 383043 | 2005 QA49              | 26 d'agost de 2005     | Palomar              | NEAT                 |
| 383044 | 2005 QY51              | 27 d'agost de 2005     | Anderson Mesa        | LONEOS               |
| 383045 | 2005 QK55              | 28 d'agost de 2005     | Kitt Peak            | Spacewatch           |
| 383046 | 2005 QT57              | 24 d'agost de 2005     | Palomar              | NEAT                 |
| 383047 | 2005 QA60              | 25 d'agost de 2005     | Palomar              | NEAT                 |
| 383048 | 2005 QL62              | 26 d'agost de 2005     | Palomar              | NEAT                 |
| 383049 | 2005 QA65              | 26 d'agost de 2005     | Palomar              | NEAT                 |
| 383050 | 2005 QO66              | 27 d'agost de 2005     | Anderson Mesa        | LONEOS               |
| 383051 | 2005 QJ69              | 28 d'agost de 2005     | Siding Spring        | Siding Spring Survey |
| 383052 | 2005 QA90              | 24 d'agost de 2005     | Palomar              | NEAT                 |
| 383053 | 2005 QU100             | 27 d'agost de 2005     | Palomar              | NEAT                 |
| 383054 | 2005 QW105             | 27 d'agost de 2005     | Palomar              | NEAT                 |
| 383055 | 2005 QU125             | 28 d'agost de 2005     | Kitt Peak            | Spacewatch           |
| 383056 | 2005 QH129             | 28 d'agost de 2005     | Kitt Peak            | Spacewatch           |
| 383057 | 2005 QV137             | 28 d'agost de 2005     | Kitt Peak            | Spacewatch           |
| 383058 | 2005 QC140             | 28 d'agost de 2005     | Kitt Peak            | Spacewatch           |
| 383059 | 2005 QY145             | 27 d'agost de 2005     | Palomar              | NEAT                 |
| 383060 | 2005 QV146             | 28 d'agost de 2005     | Siding Spring        | Siding Spring Survey |
| 383061 | 2005 QA158             | 26 d'agost de 2005     | Palomar              | NEAT                 |
| 383062 | 2005 QD161             | 28 d'agost de 2005     | Kitt Peak            | Spacewatch           |
| 383063 | 2005 QO172             | 29 d'agost de 2005     | Palomar              | NEAT                 |
| 383064 | 2005 QG178             | 25 d'agost de 2005     | Palomar              | NEAT                 |
| 383065 | 2005 QJ181             | 30 d'agost de 2005     | Kitt Peak            | Spacewatch           |
| 383066 | 2005 QF183             | 31 d'agost de 2005     | Kitt Peak            | Spacewatch           |
| 383067 | 2005 RA5               | 7 de setembre de 2005  | Uccle                | T. Pauwels           |
| 383068 | 2005 RX9               | 10 de setembre de 2005 | Goodricke-Pigott     | R. A. Tucker         |
| 383069 | 2005 RH10              | 8 de setembre de 2005  | Socorro              | LINEAR               |
| 383070 | 2005 RE30              | 9 de setembre de 2005  | Socorro              | LINEAR               |
| 383071 | 2005 RQ40              | 11 de setembre de 2005 | Socorro              | LINEAR               |
| 383072 | 2005 RQ41              | 13 de setembre de 2005 | Kitt Peak            | Spacewatch           |
| 383073 | 2005 RJ44              | 3 de setembre de 2005  | Palomar              | NEAT                 |
| 383074 | 2005 SP2               | 23 de setembre de 2005 | Catalina             | CSS                  |
| 383075 | 2005 SY5               | 23 de setembre de 2005 | Catalina             | CSS                  |
| 383076 | 2005 SE29              | 23 de setembre de 2005 | Kitt Peak            | Spacewatch           |
| 383077 | 2005 SD41              | 24 de setembre de 2005 | Kitt Peak            | Spacewatch           |
| 383078 | 2005 SO49              | 24 de setembre de 2005 | Kitt Peak            | Spacewatch           |
| 383079 | 2005 SR53              | 25 de setembre de 2005 | Kitt Peak            | Spacewatch           |
| 383080 | 2005 ST65              | 26 de setembre de 2005 | Palomar              | NEAT                 |
| 383081 | 2005 SY68              | 27 de setembre de 2005 | Kitt Peak            | Spacewatch           |
| 383082 | 2005 SM71              | 23 de setembre de 2005 | Catalina             | CSS                  |
| 383083 | 2005 SP79              | 24 de setembre de 2005 | Kitt Peak            | Spacewatch           |
| 383084 | 2005 SH80              | 24 de setembre de 2005 | Kitt Peak            | Spacewatch           |
| 383085 | 2005 SP82              | 24 de setembre de 2005 | Kitt Peak            | Spacewatch           |
| 383086 | 2005 SQ82              | 24 de setembre de 2005 | Kitt Peak            | Spacewatch           |
| 383087 | 2005 SV86              | 24 de setembre de 2005 | Kitt Peak            | Spacewatch           |
| 383088 | 2005 SG88              | 24 de setembre de 2005 | Kitt Peak            | Spacewatch           |
| 383089 | 2005 SU88              | 24 de setembre de 2005 | Kitt Peak            | Spacewatch           |
| 383090 | 2005 SJ90              | 24 de setembre de 2005 | Kitt Peak            | Spacewatch           |
| 383091 | 2005 SW92              | 24 de setembre de 2005 | Kitt Peak            | Spacewatch           |
| 383092 | 2005 ST101             | 25 de setembre de 2005 | Kitt Peak            | Spacewatch           |
| 383093 | 2005 SZ101             | 25 de setembre de 2005 | Kitt Peak            | Spacewatch           |
| 383094 | 2005 SS107             | 26 de setembre de 2005 | Catalina             | CSS                  |
| 383095 | 2005 SA109             | 26 de setembre de 2005 | Kitt Peak            | Spacewatch           |
| 383096 | 2005 SY117             | 28 de setembre de 2005 | Palomar              | NEAT                 |
| 383097 | 2005 SS136             | 24 de setembre de 2005 | Kitt Peak            | Spacewatch           |
| 383098 | 2005 SC138             | 25 de setembre de 2005 | Palomar              | NEAT                 |
| 383099 | 2005 SX145             | 25 de setembre de 2005 | Kitt Peak            | Spacewatch           |
| 383100 | 2005 SY150             | 25 de setembre de 2005 | Kitt Peak            | Spacewatch           |

## 383101-383200
| Nom    | Designació provisional | Data de descobriment   | Lloc de descobriment | Descobridor/s     |
| ------ | ---------------------- | ---------------------- | -------------------- | ----------------- |
| 383101 | 2005 SQ154             | 26 de setembre de 2005 | Kitt Peak            | Spacewatch        |
| 383102 | 2005 SJ165             | 28 de setembre de 2005 | Palomar              | NEAT              |
| 383103 | 2005 SC170             | 29 de setembre de 2005 | Anderson Mesa        | LONEOS            |
| 383104 | 2005 SA187             | 29 de setembre de 2005 | Kitt Peak            | Spacewatch        |
| 383105 | 2005 SY188             | 29 de setembre de 2005 | Mount Lemmon         | Mt. Lemmon Survey |
| 383106 | 2005 SG190             | 29 de setembre de 2005 | Anderson Mesa        | LONEOS            |
| 383107 | 2005 SO192             | 29 de setembre de 2005 | Mount Lemmon         | Mt. Lemmon Survey |
| 383108 | 2005 SE200             | 30 de setembre de 2005 | Kitt Peak            | Spacewatch        |
| 383109 | 2005 SO203             | 30 de setembre de 2005 | Anderson Mesa        | LONEOS            |
| 383110 | 2005 SN221             | 30 de setembre de 2005 | Mount Lemmon         | Mt. Lemmon Survey |
| 383111 | 2005 SW224             | 29 de setembre de 2005 | Kitt Peak            | Spacewatch        |
| 383112 | 2005 SS231             | 30 de setembre de 2005 | Mount Lemmon         | Mt. Lemmon Survey |
| 383113 | 2005 SX239             | 30 de setembre de 2005 | Kitt Peak            | Spacewatch        |
| 383114 | 2005 SB251             | 24 de setembre de 2005 | Palomar              | NEAT              |
| 383115 | 2005 SW256             | 22 de setembre de 2005 | Palomar              | NEAT              |
| 383116 | 2005 SR258             | 23 de setembre de 2005 | Anderson Mesa        | LONEOS            |
| 383117 | 2005 SG260             | 22 de setembre de 2005 | Palomar              | NEAT              |
| 383118 | 2005 SE279             | 29 de setembre de 2005 | Mount Lemmon         | Mt. Lemmon Survey |
| 383119 | 2005 SR279             | 23 de setembre de 2005 | Kitt Peak            | Spacewatch        |
| 383120 | 2005 SF292             | 29 de setembre de 2005 | Kitt Peak            | Spacewatch        |
| 383121 | 2005 TP11              | 1 d'octubre de 2005    | Mount Lemmon         | Mt. Lemmon Survey |
| 383122 | 2005 TU23              | 1 d'octubre de 2005    | Catalina             | CSS               |
| 383123 | 2005 TW23              | 10 de setembre de 2005 | Anderson Mesa        | LONEOS            |
| 383124 | 2005 TA44              | 5 d'octubre de 2005    | Mount Lemmon         | Mt. Lemmon Survey |
| 383125 | 2005 TE71              | 6 d'octubre de 2005    | Mount Lemmon         | Mt. Lemmon Survey |
| 383126 | 2005 TV74              | 1 d'octubre de 2005    | Catalina             | CSS               |
| 383127 | 2005 TH127             | 7 d'octubre de 2005    | Kitt Peak            | Spacewatch        |
| 383128 | 2005 TP131             | 7 d'octubre de 2005    | Kitt Peak            | Spacewatch        |
| 383129 | 2005 TZ154             | 9 d'octubre de 2005    | Kitt Peak            | Spacewatch        |
| 383130 | 2005 TE179             | 5 d'octubre de 2005    | Mount Lemmon         | Mt. Lemmon Survey |
| 383131 | 2005 UX                | 20 d'octubre de 2005   | Junk Bond            | D. Healy          |
| 383132 | 2005 UY9               | 21 d'octubre de 2005   | Palomar              | NEAT              |
| 383133 | 2005 US27              | 23 d'octubre de 2005   | Catalina             | CSS               |
| 383134 | 2005 UT31              | 24 d'octubre de 2005   | Kitt Peak            | Spacewatch        |
| 383135 | 2005 UJ44              | 22 d'octubre de 2005   | Kitt Peak            | Spacewatch        |
| 383136 | 2005 US52              | 23 d'octubre de 2005   | Catalina             | CSS               |
| 383137 | 2005 UL55              | 23 d'octubre de 2005   | Catalina             | CSS               |
| 383138 | 2005 UT92              | 22 d'octubre de 2005   | Kitt Peak            | Spacewatch        |
| 383139 | 2005 UF96              | 22 d'octubre de 2005   | Kitt Peak            | Spacewatch        |
| 383140 | 2005 UN103             | 22 d'octubre de 2005   | Kitt Peak            | Spacewatch        |
| 383141 | 2005 UQ103             | 22 d'octubre de 2005   | Kitt Peak            | Spacewatch        |
| 383142 | 2005 UC162             | 27 d'octubre de 2005   | Socorro              | LINEAR            |
| 383143 | 2005 UB178             | 24 d'octubre de 2005   | Kitt Peak            | Spacewatch        |
| 383144 | 2005 UB187             | 26 d'octubre de 2005   | Kitt Peak            | Spacewatch        |
| 383145 | 2005 UC218             | 24 d'octubre de 2005   | Kitt Peak            | Spacewatch        |
| 383146 | 2005 UH230             | 25 d'octubre de 2005   | Kitt Peak            | Spacewatch        |
| 383147 | 2005 UX234             | 25 d'octubre de 2005   | Kitt Peak            | Spacewatch        |
| 383148 | 2005 UZ265             | 27 d'octubre de 2005   | Kitt Peak            | Spacewatch        |
| 383149 | 2005 UL267             | 27 d'octubre de 2005   | Kitt Peak            | Spacewatch        |
| 383150 | 2005 UT285             | 26 d'octubre de 2005   | Kitt Peak            | Spacewatch        |
| 383151 | 2005 UV311             | 29 d'octubre de 2005   | Mount Lemmon         | Mt. Lemmon Survey |
| 383152 | 2005 UD316             | 25 d'octubre de 2005   | Mount Lemmon         | Mt. Lemmon Survey |
| 383153 | 2005 UH321             | 27 d'octubre de 2005   | Kitt Peak            | Spacewatch        |
| 383154 | 2005 UL323             | 28 d'octubre de 2005   | Catalina             | CSS               |
| 383155 | 2005 UE334             | 29 d'octubre de 2005   | Mount Lemmon         | Mt. Lemmon Survey |
| 383156 | 2005 UE343             | 31 d'octubre de 2005   | Palomar              | NEAT              |
| 383157 | 2005 UX386             | 22 d'octubre de 2005   | Kitt Peak            | Spacewatch        |
| 383158 | 2005 US388             | 27 d'octubre de 2005   | Kitt Peak            | Spacewatch        |
| 383159 | 2005 UW434             | 29 d'octubre de 2005   | Mount Lemmon         | Mt. Lemmon Survey |
| 383160 | 2005 UB436             | 30 d'octubre de 2005   | Kitt Peak            | Spacewatch        |
| 383161 | 2005 UP440             | 29 d'octubre de 2005   | Catalina             | CSS               |
| 383162 | 2005 UY472             | 30 d'octubre de 2005   | Mount Lemmon         | Mt. Lemmon Survey |
| 383163 | 2005 UJ477             | 26 d'octubre de 2005   | Kitt Peak            | Spacewatch        |
| 383164 | 2005 UD486             | 23 d'octubre de 2005   | Palomar              | NEAT              |
| 383165 | 2005 VJ5               | 7 de novembre de 2005  | Mauna Kea            | D. J. Tholen      |
| 383166 | 2005 VC7               | 12 de novembre de 2005 | Socorro              | LINEAR            |
| 383167 | 2005 VD49              | 1 de novembre de 2005  | Kitt Peak            | Spacewatch        |
| 383168 | 2005 VL71              | 1 de novembre de 2005  | Mount Lemmon         | Mt. Lemmon Survey |
| 383169 | 2005 VZ73              | 1 de novembre de 2005  | Mount Lemmon         | Mt. Lemmon Survey |
| 383170 | 2005 VG81              | 5 de novembre de 2005  | Kitt Peak            | Spacewatch        |
| 383171 | 2005 VT98              | 10 de novembre de 2005 | Catalina             | CSS               |
| 383172 | 2005 VF108             | 6 de novembre de 2005  | Kitt Peak            | Spacewatch        |
| 383173 | 2005 VW118             | 10 de novembre de 2005 | Catalina             | CSS               |
| 383174 | 2005 VR124             | 2 de novembre de 2005  | Socorro              | LINEAR            |
| 383175 | 2005 VM129             | 1 de novembre de 2005  | Apache Point         | A. C. Becker      |
| 383176 | 2005 WY22              | 21 de novembre de 2005 | Kitt Peak            | Spacewatch        |
| 383177 | 2005 WU42              | 21 de novembre de 2005 | Kitt Peak            | Spacewatch        |
| 383178 | 2005 WN56              | 25 de novembre de 2005 | Catalina             | CSS               |
| 383179 | 2005 WM77              | 25 de novembre de 2005 | Kitt Peak            | Spacewatch        |
| 383180 | 2005 WP119             | 28 de novembre de 2005 | Catalina             | CSS               |
| 383181 | 2005 WM149             | 28 de novembre de 2005 | Kitt Peak            | Spacewatch        |
| 383182 | 2005 WF160             | 30 de novembre de 2005 | Catalina             | CSS               |
| 383183 | 2005 WE177             | 30 de novembre de 2005 | Kitt Peak            | Spacewatch        |
| 383184 | 2005 WA183             | 28 de novembre de 2005 | Palomar              | NEAT              |
| 383185 | 2005 WZ187             | 30 de novembre de 2005 | Socorro              | LINEAR            |
| 383186 | 2005 WS193             | 28 de novembre de 2005 | Palomar              | NEAT              |
| 383187 | 2005 XV8               | 1 de desembre de 2005  | Kitt Peak            | Spacewatch        |
| 383188 | 2005 XS42              | 6 de novembre de 2005  | Mount Lemmon         | Mt. Lemmon Survey |
| 383189 | 2005 XT57              | 1 de novembre de 2005  | Mount Lemmon         | Mt. Lemmon Survey |
| 383190 | 2005 XN66              | 8 de desembre de 2005  | Socorro              | LINEAR            |
| 383191 | 2005 XG111             | 1 de desembre de 2005  | Kitt Peak            | M. W. Buie        |
| 383192 | 2005 XJ117             | 7 de desembre de 2005  | Catalina             | CSS               |
| 383193 | 2005 YJ15              | 22 de desembre de 2005 | Kitt Peak            | Spacewatch        |
| 383194 | 2005 YB25              | 24 de desembre de 2005 | Kitt Peak            | Spacewatch        |
| 383195 | 2005 YS27              | 22 de desembre de 2005 | Kitt Peak            | Spacewatch        |
| 383196 | 2005 YG29              | 24 de desembre de 2005 | Kitt Peak            | Spacewatch        |
| 383197 | 2005 YL29              | 24 de desembre de 2005 | Kitt Peak            | Spacewatch        |
| 383198 | 2005 YV29              | 25 de desembre de 2005 | Kitt Peak            | Spacewatch        |
| 383199 | 2005 YO31              | 22 de desembre de 2005 | Kitt Peak            | Spacewatch        |
| 383200 | 2005 YN32              | 22 de desembre de 2005 | Kitt Peak            | Spacewatch        |

## 383201-383300
| Nom    | Designació provisional | Data de descobriment   | Lloc de descobriment | Descobridor/s     |
| ------ | ---------------------- | ---------------------- | -------------------- | ----------------- |
| 383201 | 2005 YX36              | 24 de desembre de 2005 | Catalina             | CSS               |
| 383202 | 2005 YV44              | 25 de desembre de 2005 | Kitt Peak            | Spacewatch        |
| 383203 | 2005 YQ47              | 26 de desembre de 2005 | Kitt Peak            | Spacewatch        |
| 383204 | 2005 YB57              | 8 de desembre de 2005  | Kitt Peak            | Spacewatch        |
| 383205 | 2005 YS57              | 10 de novembre de 2005 | Mount Lemmon         | Mt. Lemmon Survey |
| 383206 | 2005 YZ87              | 25 de desembre de 2005 | Mount Lemmon         | Mt. Lemmon Survey |
| 383207 | 2005 YH90              | 26 de desembre de 2005 | Mount Lemmon         | Mt. Lemmon Survey |
| 383208 | 2005 YG100             | 28 de desembre de 2005 | Kitt Peak            | Spacewatch        |
| 383209 | 2005 YR106             | 25 de desembre de 2005 | Kitt Peak            | Spacewatch        |
| 383210 | 2005 YS106             | 25 de desembre de 2005 | Kitt Peak            | Spacewatch        |
| 383211 | 2005 YV119             | 27 de desembre de 2005 | Mount Lemmon         | Mt. Lemmon Survey |
| 383212 | 2005 YV143             | 28 de desembre de 2005 | Mount Lemmon         | Mt. Lemmon Survey |
| 383213 | 2005 YP144             | 28 de desembre de 2005 | Mount Lemmon         | Mt. Lemmon Survey |
| 383214 | 2005 YD149             | 25 de desembre de 2005 | Kitt Peak            | Spacewatch        |
| 383215 | 2005 YY167             | 28 de desembre de 2005 | Catalina             | CSS               |
| 383216 | 2005 YA200             | 26 de desembre de 2005 | Mount Lemmon         | Mt. Lemmon Survey |
| 383217 | 2005 YQ206             | 27 de desembre de 2005 | Kitt Peak            | Spacewatch        |
| 383218 | 2005 YX220             | 30 de desembre de 2005 | Socorro              | LINEAR            |
| 383219 | 2005 YD287             | 29 de desembre de 2005 | Mount Lemmon         | Mt. Lemmon Survey |
| 383220 | 2005 YQ290             | 30 de desembre de 2005 | Kitt Peak            | Spacewatch        |
| 383221 | 2006 AY4               | 2 de gener de 2006     | Catalina             | CSS               |
| 383222 | 2006 AA50              | 5 de gener de 2006     | Kitt Peak            | Spacewatch        |
| 383223 | 2006 AW55              | 6 de gener de 2006     | Mount Lemmon         | Mt. Lemmon Survey |
| 383224 | 2006 AR74              | 7 de gener de 2006     | Anderson Mesa        | LONEOS            |
| 383225 | 2006 AM79              | 4 de gener de 2006     | Catalina             | CSS               |
| 383226 | 2006 AJ84              | 6 de gener de 2006     | Catalina             | CSS               |
| 383227 | 2006 AJ85              | 7 de gener de 2006     | Catalina             | CSS               |
| 383228 | 2006 AQ100             | 5 de gener de 2006     | Mount Lemmon         | Mt. Lemmon Survey |
| 383229 | 2006 BG3               | 21 de gener de 2006    | Kitt Peak            | Spacewatch        |
| 383230 | 2006 BJ23              | 23 de gener de 2006    | Kitt Peak            | Spacewatch        |
| 383231 | 2006 BL27              | 22 de gener de 2006    | Anderson Mesa        | LONEOS            |
| 383232 | 2006 BR35              | 23 de gener de 2006    | Kitt Peak            | Spacewatch        |
| 383233 | 2006 BD37              | 23 de gener de 2006    | Mount Lemmon         | Mt. Lemmon Survey |
| 383234 | 2006 BR39              | 19 de gener de 2006    | Catalina             | CSS               |
| 383235 | 2006 BC40              | 20 de gener de 2006    | Kitt Peak            | Spacewatch        |
| 383236 | 2006 BW41              | 22 de gener de 2006    | Mount Lemmon         | Mt. Lemmon Survey |
| 383237 | 2006 BW71              | 23 de gener de 2006    | Kitt Peak            | Spacewatch        |
| 383238 | 2006 BY110             | 25 de gener de 2006    | Kitt Peak            | Spacewatch        |
| 383239 | 2006 BB123             | 26 de gener de 2006    | Kitt Peak            | Spacewatch        |
| 383240 | 2006 BU129             | 26 de gener de 2006    | Mount Lemmon         | Mt. Lemmon Survey |
| 383241 | 2006 BV135             | 27 de gener de 2006    | Mount Lemmon         | Mt. Lemmon Survey |
| 383242 | 2006 BY143             | 22 de gener de 2006    | Anderson Mesa        | LONEOS            |
| 383243 | 2006 BM154             | 25 de gener de 2006    | Kitt Peak            | Spacewatch        |
| 383244 | 2006 BP216             | 26 de gener de 2006    | Catalina             | CSS               |
| 383245 | 2006 BF219             | 28 de gener de 2006    | Anderson Mesa        | LONEOS            |
| 383246 | 2006 BO228             | 31 de gener de 2006    | Kitt Peak            | Spacewatch        |
| 383247 | 2006 BG234             | 31 de gener de 2006    | Kitt Peak            | Spacewatch        |
| 383248 | 2006 BU250             | 31 de gener de 2006    | Kitt Peak            | Spacewatch        |
| 383249 | 2006 BD253             | 28 de gener de 2006    | Mount Lemmon         | Mt. Lemmon Survey |
| 383250 | 2006 BA268             | 26 de gener de 2006    | Catalina             | CSS               |
| 383251 | 2006 BX278             | 26 de gener de 2006    | Kitt Peak            | Spacewatch        |
| 383252 | 2006 BW283             | 23 de gener de 2006    | Mount Lemmon         | Mt. Lemmon Survey |
| 383253 | 2006 CJ6               | 1 de febrer de 2006    | Mount Lemmon         | Mt. Lemmon Survey |
| 383254 | 2006 CJ9               | 3 de febrer de 2006    | 7300                 | W. K. Y. Yeung    |
| 383255 | 2006 CV26              | 2 de febrer de 2006    | Kitt Peak            | Spacewatch        |
| 383256 | 2006 CV33              | 2 de febrer de 2006    | Mount Lemmon         | Mt. Lemmon Survey |
| 383257 | 2006 CL38              | 2 de febrer de 2006    | Kitt Peak            | Spacewatch        |
| 383258 | 2006 CC60              | 7 de febrer de 2006    | Mount Lemmon         | Mt. Lemmon Survey |
| 383259 | 2006 CY62              | 4 de febrer de 2006    | Catalina             | CSS               |
| 383260 | 2006 CA66              | 6 de febrer de 2006    | Kitt Peak            | Spacewatch        |
| 383261 | 2006 DE20              | 20 de febrer de 2006   | Kitt Peak            | Spacewatch        |
| 383262 | 2006 DS45              | 20 de febrer de 2006   | Catalina             | CSS               |
| 383263 | 2006 DJ55              | 24 de febrer de 2006   | Mount Lemmon         | Mt. Lemmon Survey |
| 383264 | 2006 DO56              | 24 de febrer de 2006   | Mount Lemmon         | Mt. Lemmon Survey |
| 383265 | 2006 DT57              | 24 de febrer de 2006   | Mount Lemmon         | Mt. Lemmon Survey |
| 383266 | 2006 DK65              | 21 de febrer de 2006   | Catalina             | CSS               |
| 383267 | 2006 DA66              | 28 de gener de 2006    | Catalina             | CSS               |
| 383268 | 2006 DC76              | 24 de febrer de 2006   | Kitt Peak            | Spacewatch        |
| 383269 | 2006 DS80              | 24 de febrer de 2006   | Kitt Peak            | Spacewatch        |
| 383270 | 2006 DB82              | 24 de febrer de 2006   | Kitt Peak            | Spacewatch        |
| 383271 | 2006 DU95              | 24 de febrer de 2006   | Kitt Peak            | Spacewatch        |
| 383272 | 2006 DZ104             | 25 de febrer de 2006   | Kitt Peak            | Spacewatch        |
| 383273 | 2006 DD114             | 27 de febrer de 2006   | Socorro              | LINEAR            |
| 383274 | 2006 DD122             | 23 de febrer de 2006   | Anderson Mesa        | LONEOS            |
| 383275 | 2006 DS132             | 25 de febrer de 2006   | Kitt Peak            | Spacewatch        |
| 383276 | 2006 DW136             | 25 de febrer de 2006   | Kitt Peak            | Spacewatch        |
| 383277 | 2006 DW145             | 25 de febrer de 2006   | Mount Lemmon         | Mt. Lemmon Survey |
| 383278 | 2006 DO150             | 21 de setembre de 2003 | Kitt Peak            | Spacewatch        |
| 383279 | 2006 DM152             | 25 de febrer de 2006   | Kitt Peak            | Spacewatch        |
| 383280 | 2006 DF153             | 25 de febrer de 2006   | Mount Lemmon         | Mt. Lemmon Survey |
| 383281 | 2006 DZ171             | 27 de febrer de 2006   | Kitt Peak            | Spacewatch        |
| 383282 | 2006 DM175             | 9 de desembre de 2004  | Kitt Peak            | Spacewatch        |
| 383283 | 2006 DR178             | 27 de febrer de 2006   | Mount Lemmon         | Mt. Lemmon Survey |
| 383284 | 2006 DC184             | 27 de febrer de 2006   | Kitt Peak            | Spacewatch        |
| 383285 | 2006 DA196             | 21 de febrer de 2006   | Catalina             | CSS               |
| 383286 | 2006 DB198             | 25 de febrer de 2006   | Catalina             | CSS               |
| 383287 | 2006 DB199             | 28 de febrer de 2006   | Catalina             | CSS               |
| 383288 | 2006 DL201             | 27 de febrer de 2006   | Catalina             | CSS               |
| 383289 | 2006 DC206             | 25 de febrer de 2006   | Mount Lemmon         | Mt. Lemmon Survey |
| 383290 | 2006 DB211             | 24 de febrer de 2006   | Kitt Peak            | Spacewatch        |
| 383291 | 2006 ES17              | 2 de març de 2006      | Kitt Peak            | Spacewatch        |
| 383292 | 2006 EO21              | 3 de març de 2006      | Kitt Peak            | Spacewatch        |
| 383293 | 2006 EV21              | 3 de març de 2006      | Kitt Peak            | Spacewatch        |
| 383294 | 2006 EO22              | 3 de març de 2006      | Kitt Peak            | Spacewatch        |
| 383295 | 2006 EL28              | 3 de març de 2006      | Kitt Peak            | Spacewatch        |
| 383296 | 2006 EL49              | 4 de març de 2006      | Kitt Peak            | Spacewatch        |
| 383297 | 2006 EC72              | 2 de març de 2006      | Kitt Peak            | Spacewatch        |
| 383298 | 2006 FR23              | 24 de març de 2006     | Kitt Peak            | Spacewatch        |
| 383299 | 2006 FK28              | 24 de març de 2006     | Mount Lemmon         | Mt. Lemmon Survey |
| 383300 | 2006 FM53              | 23 de març de 2006     | Kitt Peak            | Spacewatch        |

## 383301-383400
| Nom    | Designació provisional | Data de descobriment   | Lloc de descobriment | Descobridor/s        |
| ------ | ---------------------- | ---------------------- | -------------------- | -------------------- |
| 383301 | 2006 GR5               | 2 d'abril de 2006      | Kitt Peak            | Spacewatch           |
| 383302 | 2006 GA8               | 2 d'abril de 2006      | Kitt Peak            | Spacewatch           |
| 383303 | 2006 GV37              | 2 d'abril de 2006      | Socorro              | LINEAR               |
| 383304 | 2006 GN39              | 2 d'abril de 2006      | Anderson Mesa        | LONEOS               |
| 383305 | 2006 GZ43              | 2 d'abril de 2006      | Kitt Peak            | Spacewatch           |
| 383306 | 2006 GU49              | 7 d'abril de 2006      | Anderson Mesa        | LONEOS               |
| 383307 | 2006 HN11              | 19 d'abril de 2006     | Kitt Peak            | Spacewatch           |
| 383308 | 2006 HR20              | 19 d'abril de 2006     | Mount Lemmon         | Mt. Lemmon Survey    |
| 383309 | 2006 HW29              | 18 d'abril de 2006     | Catalina             | CSS                  |
| 383310 | 2006 HO60              | 26 d'abril de 2006     | Anderson Mesa        | LONEOS               |
| 383311 | 2006 HU65              | 24 d'abril de 2006     | Kitt Peak            | Spacewatch           |
| 383312 | 2006 HN67              | 24 d'abril de 2006     | Mount Lemmon         | Mt. Lemmon Survey    |
| 383313 | 2006 HZ70              | 25 d'abril de 2006     | Catalina             | CSS                  |
| 383314 | 2006 HT74              | 25 d'abril de 2006     | Kitt Peak            | Spacewatch           |
| 383315 | 2006 HA77              | 25 d'abril de 2006     | Kitt Peak            | Spacewatch           |
| 383316 | 2006 HU82              | 26 d'abril de 2006     | Kitt Peak            | Spacewatch           |
| 383317 | 2006 HC92              | 29 d'abril de 2006     | Kitt Peak            | Spacewatch           |
| 383318 | 2006 HN93              | 29 d'abril de 2006     | Kitt Peak            | Spacewatch           |
| 383319 | 2006 HO102             | 30 d'abril de 2006     | Kitt Peak            | Spacewatch           |
| 383320 | 2006 HH120             | 30 d'abril de 2006     | Kitt Peak            | Spacewatch           |
| 383321 | 2006 HN121             | 30 d'abril de 2006     | Kitt Peak            | Spacewatch           |
| 383322 | 2006 HB151             | 26 d'abril de 2006     | Cerro Tololo         | M. W. Buie           |
| 383323 | 2006 JL6               | 2 de maig de 2006      | Nyukasa              | Nyukasa              |
| 383324 | 2006 JU18              | 24 d'abril de 2006     | Kitt Peak            | Spacewatch           |
| 383325 | 2006 JR41              | 7 de maig de 2006      | Kitt Peak            | Spacewatch           |
| 383326 | 2006 KF12              | 20 de maig de 2006     | Kitt Peak            | Spacewatch           |
| 383327 | 2006 KD17              | 20 de maig de 2006     | Catalina             | CSS                  |
| 383328 | 2006 KW18              | 21 de maig de 2006     | Kitt Peak            | Spacewatch           |
| 383329 | 2006 KG38              | 19 de maig de 2006     | Anderson Mesa        | LONEOS               |
| 383330 | 2006 KM41              | 19 de maig de 2006     | Mount Lemmon         | Mt. Lemmon Survey    |
| 383331 | 2006 KS48              | 21 de maig de 2006     | Kitt Peak            | Spacewatch           |
| 383332 | 2006 KY57              | 16 de gener de 2005    | Kitt Peak            | Spacewatch           |
| 383333 | 2006 KZ59              | 22 de maig de 2006     | Kitt Peak            | Spacewatch           |
| 383334 | 2006 KB61              | 22 de maig de 2006     | Kitt Peak            | Spacewatch           |
| 383335 | 2006 KB66              | 24 de maig de 2006     | Mount Lemmon         | Mt. Lemmon Survey    |
| 383336 | 2006 KW105             | 21 de maig de 2006     | Kitt Peak            | Spacewatch           |
| 383337 | 2006 KH120             | 20 d'abril de 2006     | Kitt Peak            | Spacewatch           |
| 383338 | 2006 KZ122             | 26 de maig de 2006     | Catalina             | CSS                  |
| 383339 | 2006 PX10              | 13 d'agost de 2006     | Palomar              | NEAT                 |
| 383340 | 2006 PN19              | 13 d'agost de 2006     | Palomar              | NEAT                 |
| 383341 | 2006 PQ37              | 13 d'agost de 2006     | Palomar              | NEAT                 |
| 383342 | 2006 QT22              | 19 d'agost de 2006     | Palomar              | NEAT                 |
| 383343 | 2006 QY96              | 16 d'agost de 2006     | Palomar              | NEAT                 |
| 383344 | 2006 QS103             | 27 d'agost de 2006     | Kitt Peak            | Spacewatch           |
| 383345 | 2006 QV107             | 28 d'agost de 2006     | Catalina             | CSS                  |
| 383346 | 2006 QE110             | 28 d'agost de 2006     | Kitt Peak            | Spacewatch           |
| 383347 | 2006 QF160             | 19 d'agost de 2006     | Kitt Peak            | Spacewatch           |
| 383348 | 2006 QJ170             | 26 d'agost de 2006     | Siding Spring        | Siding Spring Survey |
| 383349 | 2006 RC23              | 12 de setembre de 2006 | Catalina             | CSS                  |
| 383350 | 2006 RS25              | 29 d'agost de 2006     | Kitt Peak            | Spacewatch           |
| 383351 | 2006 RK27              | 14 de setembre de 2006 | Catalina             | CSS                  |
| 383352 | 2006 RS28              | 15 de setembre de 2006 | Kitt Peak            | Spacewatch           |
| 383353 | 2006 RP40              | 14 de setembre de 2006 | Kitt Peak            | Spacewatch           |
| 383354 | 2006 RW56              | 14 de setembre de 2006 | Kitt Peak            | Spacewatch           |
| 383355 | 2006 RQ121             | 15 de setembre de 2006 | Kitt Peak            | Spacewatch           |
| 383356 | 2006 RG122             | 6 de setembre de 2006  | Palomar              | NEAT                 |
| 383357 | 2006 SC9               | 16 de setembre de 2006 | Catalina             | CSS                  |
| 383358 | 2006 SW10              | 16 de setembre de 2006 | Kitt Peak            | Spacewatch           |
| 383359 | 2006 SZ10              | 16 de setembre de 2006 | Kitt Peak            | Spacewatch           |
| 383360 | 2006 SP17              | 17 de setembre de 2006 | Kitt Peak            | Spacewatch           |
| 383361 | 2006 SL28              | 30 de setembre de 2003 | Kitt Peak            | Spacewatch           |
| 383362 | 2006 SE41              | 18 de setembre de 2006 | Catalina             | CSS                  |
| 383363 | 2006 SQ41              | 18 de setembre de 2006 | Kitt Peak            | Spacewatch           |
| 383364 | 2006 SN59              | 16 de setembre de 2006 | Anderson Mesa        | LONEOS               |
| 383365 | 2006 SV59              | 18 de setembre de 2006 | Catalina             | CSS                  |
| 383366 | 2006 SO76              | 19 de setembre de 2006 | Kitt Peak            | Spacewatch           |
| 383367 | 2006 SA111             | 21 de setembre de 2006 | Anderson Mesa        | LONEOS               |
| 383368 | 2006 SZ114             | 24 de setembre de 2006 | Kitt Peak            | Spacewatch           |
| 383369 | 2006 SD121             | 18 de setembre de 2006 | Catalina             | CSS                  |
| 383370 | 2006 SG133             | 17 de setembre de 2006 | Catalina             | CSS                  |
| 383371 | 2006 SU163             | 24 de setembre de 2006 | Kitt Peak            | Spacewatch           |
| 383372 | 2006 SC167             | 25 de setembre de 2006 | Kitt Peak            | Spacewatch           |
| 383373 | 2006 SJ169             | 25 de setembre de 2006 | Kitt Peak            | Spacewatch           |
| 383374 | 2006 SH213             | 17 de setembre de 2006 | Catalina             | CSS                  |
| 383375 | 2006 SZ214             | 27 de setembre de 2006 | Kitt Peak            | Spacewatch           |
| 383376 | 2006 SN229             | 18 de setembre de 2006 | Kitt Peak            | Spacewatch           |
| 383377 | 2006 SQ252             | 26 de setembre de 2006 | Kitt Peak            | Spacewatch           |
| 383378 | 2006 SZ261             | 26 de setembre de 2006 | Mount Lemmon         | Mt. Lemmon Survey    |
| 383379 | 2006 SL289             | 26 de setembre de 2006 | Catalina             | CSS                  |
| 383380 | 2006 SF316             | 27 de setembre de 2006 | Kitt Peak            | Spacewatch           |
| 383381 | 2006 SY364             | 17 de desembre de 2003 | Socorro              | LINEAR               |
| 383382 | 2006 SG376             | 17 de setembre de 2006 | Apache Point         | A. C. Becker         |
| 383383 | 2006 SW384             | 29 de setembre de 2006 | Apache Point         | A. C. Becker         |
| 383384 | 2006 SG396             | 17 de setembre de 2006 | Kitt Peak            | Spacewatch           |
| 383385 | 2006 SB409             | 27 de setembre de 2006 | Mount Lemmon         | Mt. Lemmon Survey    |
| 383386 | 2006 TR8               | 4 d'octubre de 2006    | Mount Lemmon         | Mt. Lemmon Survey    |
| 383387 | 2006 TC11              | 11 d'octubre de 2006   | Kitt Peak            | Spacewatch           |
| 383388 | 2006 TK18              | 30 de setembre de 2006 | Catalina             | CSS                  |
| 383389 | 2006 TJ21              | 11 d'octubre de 2006   | Kitt Peak            | Spacewatch           |
| 383390 | 2006 TA22              | 11 d'octubre de 2006   | Kitt Peak            | Spacewatch           |
| 383391 | 2006 TL23              | 30 de setembre de 2006 | Mount Lemmon         | Mt. Lemmon Survey    |
| 383392 | 2006 TU23              | 11 d'octubre de 2006   | Kitt Peak            | Spacewatch           |
| 383393 | 2006 TE30              | 30 de setembre de 2006 | Mount Lemmon         | Mt. Lemmon Survey    |
| 383394 | 2006 TP33              | 12 d'octubre de 2006   | Kitt Peak            | Spacewatch           |
| 383395 | 2006 TB59              | 13 d'octubre de 2006   | Eskridge             | Eskridge             |
| 383396 | 2006 TB63              | 10 d'octubre de 2006   | Palomar              | NEAT                 |
| 383397 | 2006 TN71              | 11 d'octubre de 2006   | Palomar              | NEAT                 |
| 383398 | 2006 TE76              | 11 d'octubre de 2006   | Palomar              | NEAT                 |
| 383399 | 2006 TM87              | 13 d'octubre de 2006   | Kitt Peak            | Spacewatch           |
| 383400 | 2006 TU116             | 3 d'octubre de 2006    | Apache Point         | A. C. Becker         |

## 383401-383500
| Nom        | Designació provisional | Data de descobriment   | Lloc de descobriment | Descobridor/s        |
| ---------- | ---------------------- | ---------------------- | -------------------- | -------------------- |
| 383401     | 2006 UU6               | 16 d'octubre de 2006   | Catalina             | CSS                  |
| 383402     | 2006 UD19              | 25 de setembre de 2006 | Kitt Peak            | Spacewatch           |
| 383403     | 2006 UV23              | 16 d'octubre de 2006   | Kitt Peak            | Spacewatch           |
| 383404     | 2006 UL27              | 16 d'octubre de 2006   | Kitt Peak            | Spacewatch           |
| 383405     | 2006 UG56              | 27 d'agost de 2006     | Anderson Mesa        | LONEOS               |
| 383406     | 2006 US67              | 16 d'octubre de 2006   | Catalina             | CSS                  |
| 383407     | 2006 UF70              | 16 d'octubre de 2006   | Catalina             | CSS                  |
| 383408     | 2006 UQ108             | 18 d'octubre de 2006   | Kitt Peak            | Spacewatch           |
| 383409     | 2006 UN127             | 19 d'octubre de 2006   | Kitt Peak            | Spacewatch           |
| 383410     | 2006 UQ137             | 19 d'octubre de 2006   | Mount Lemmon         | Mt. Lemmon Survey    |
| 383411     | 2006 UV181             | 16 d'octubre de 2006   | Catalina             | CSS                  |
| 383412     | 2006 UL194             | 20 d'octubre de 2006   | Kitt Peak            | Spacewatch           |
| 383413     | 2006 UZ201             | 22 d'octubre de 2006   | Palomar              | NEAT                 |
| 383414     | 2006 UV211             | 23 d'octubre de 2006   | Kitt Peak            | Spacewatch           |
| 383415     | 2006 UM213             | 23 d'octubre de 2006   | Kitt Peak            | Spacewatch           |
| 383416     | 2006 UC215             | 26 d'octubre de 2006   | Kitami               | K. Endate            |
| 383417 DAO | 2006 UY216             | 23 d'octubre de 2006   | Mauna Kea            | D. D. Balam          |
| 383418     | 2006 UZ226             | 20 d'octubre de 2006   | Palomar              | NEAT                 |
| 383419     | 2006 UM228             | 20 d'octubre de 2006   | Palomar              | NEAT                 |
| 383420     | 2006 UG245             | 27 d'octubre de 2006   | Mount Lemmon         | Mt. Lemmon Survey    |
| 383421     | 2006 UV249             | 16 d'octubre de 2006   | Kitt Peak            | Spacewatch           |
| 383422     | 2006 UN286             | 28 d'octubre de 2006   | Kitt Peak            | Spacewatch           |
| 383423     | 2006 UR329             | 28 d'octubre de 2006   | Kitt Peak            | Spacewatch           |
| 383424     | 2006 UD330             | 16 d'octubre de 2006   | Apache Point         | A. C. Becker         |
| 383425     | 2006 UL346             | 21 d'octubre de 2006   | Kitt Peak            | Spacewatch           |
| 383426     | 2006 UO346             | 22 d'octubre de 2006   | Mount Lemmon         | Mt. Lemmon Survey    |
| 383427     | 2006 VE24              | 10 de novembre de 2006 | Kitt Peak            | Spacewatch           |
| 383428     | 2006 VR49              | 10 de novembre de 2006 | Kitt Peak            | Spacewatch           |
| 383429     | 2006 VM58              | 11 de novembre de 2006 | Kitt Peak            | Spacewatch           |
| 383430     | 2006 VC63              | 11 de novembre de 2006 | Kitt Peak            | Spacewatch           |
| 383431     | 2006 VM64              | 28 de setembre de 2006 | Mount Lemmon         | Mt. Lemmon Survey    |
| 383432     | 2006 VQ99              | 21 d'octubre de 2006   | Mount Lemmon         | Mt. Lemmon Survey    |
| 383433     | 2006 VH103             | 12 de novembre de 2006 | Lulin                | H.-C. Lin, Q.-z. Ye  |
| 383434     | 2006 VK116             | 18 de setembre de 2006 | Catalina             | CSS                  |
| 383435     | 2006 VG120             | 14 de novembre de 2006 | Kitt Peak            | Spacewatch           |
| 383436     | 2006 VT133             | 15 de novembre de 2006 | Mount Lemmon         | Mt. Lemmon Survey    |
| 383437     | 2006 VQ135             | 15 de novembre de 2006 | Kitt Peak            | Spacewatch           |
| 383438     | 2006 VS136             | 19 d'octubre de 2006   | Mount Lemmon         | Mt. Lemmon Survey    |
| 383439     | 2006 VB142             | 13 de novembre de 2006 | Palomar              | NEAT                 |
| 383440     | 2006 WB8               | 16 de novembre de 2006 | Socorro              | LINEAR               |
| 383441     | 2006 WC33              | 18 de setembre de 2006 | Kitt Peak            | Spacewatch           |
| 383442     | 2006 WF36              | 16 de novembre de 2006 | Kitt Peak            | Spacewatch           |
| 383443     | 2006 WE37              | 16 de novembre de 2006 | Kitt Peak            | Spacewatch           |
| 383444     | 2006 WW52              | 16 de novembre de 2006 | Kitt Peak            | Spacewatch           |
| 383445     | 2006 WY61              | 17 de novembre de 2006 | Mount Lemmon         | Mt. Lemmon Survey    |
| 383446     | 2006 WC88              | 18 de novembre de 2006 | Mount Lemmon         | Mt. Lemmon Survey    |
| 383447     | 2006 WU103             | 19 de novembre de 2006 | Kitt Peak            | Spacewatch           |
| 383448     | 2006 WD105             | 19 de novembre de 2006 | Kitt Peak            | Spacewatch           |
| 383449     | 2006 WK127             | 24 de novembre de 2006 | Siding Spring        | Siding Spring Survey |
| 383450     | 2006 WL129             | 23 de novembre de 2006 | Kitt Peak            | Spacewatch           |
| 383451     | 2006 WV152             | 21 de novembre de 2006 | Mount Lemmon         | Mt. Lemmon Survey    |
| 383452     | 2006 WE158             | 17 de novembre de 2006 | Kitt Peak            | Spacewatch           |
| 383453     | 2006 WD201             | 16 de novembre de 2006 | Mount Lemmon         | Mt. Lemmon Survey    |
| 383454     | 2006 WC205             | 19 de novembre de 2006 | Kitt Peak            | Spacewatch           |
| 383455     | 2006 XU17              | 10 de desembre de 2006 | Kitt Peak            | Spacewatch           |
| 383456     | 2006 XP32              | 9 de desembre de 2006  | Kitt Peak            | Spacewatch           |
| 383457     | 2006 XK43              | 23 d'octubre de 2006   | Mount Lemmon         | Mt. Lemmon Survey    |
| 383458     | 2006 XW43              | 12 de desembre de 2006 | Kitt Peak            | Spacewatch           |
| 383459     | 2006 XY70              | 13 de desembre de 2006 | Mount Lemmon         | Mt. Lemmon Survey    |
| 383460     | 2006 XG72              | 10 de desembre de 2006 | Kitt Peak            | Spacewatch           |
| 383461     | 2006 YP3               | 16 de desembre de 2006 | Kitt Peak            | Spacewatch           |
| 383462     | 2006 YD4               | 16 de desembre de 2006 | Mount Lemmon         | Mt. Lemmon Survey    |
| 383463     | 2006 YK12              | 20 de desembre de 2006 | Nyukasa              | Nyukasa              |
| 383464     | 2006 YH18              | 22 de desembre de 2006 | Socorro              | LINEAR               |
| 383465     | 2006 YZ18              | 24 de desembre de 2006 | Mount Lemmon         | Mt. Lemmon Survey    |
| 383466     | 2006 YJ35              | 21 de desembre de 2006 | Kitt Peak            | Spacewatch           |
| 383467     | 2006 YG37              | 21 de desembre de 2006 | Kitt Peak            | Spacewatch           |
| 383468     | 2006 YH38              | 21 de desembre de 2006 | Kitt Peak            | Spacewatch           |
| 383469     | 2006 YV39              | 22 de desembre de 2006 | Kitt Peak            | Spacewatch           |
| 383470     | 2006 YC40              | 10 de desembre de 2006 | Kitt Peak            | Spacewatch           |
| 383471     | 2006 YU51              | 24 de desembre de 2006 | Mount Lemmon         | Mt. Lemmon Survey    |
| 383472     | 2006 YX52              | 27 de desembre de 2006 | Mount Lemmon         | Mt. Lemmon Survey    |
| 383473     | 2007 AB1               | 8 de gener de 2007     | Mount Lemmon         | Mt. Lemmon Survey    |
| 383474     | 2007 AC5               | 8 de gener de 2007     | Mount Lemmon         | Mt. Lemmon Survey    |
| 383475     | 2007 AU8               | 11 de gener de 2007    | Gnosca               | S. Sposetti          |
| 383476     | 2007 AH29              | 10 de gener de 2007    | Mount Lemmon         | Mt. Lemmon Survey    |
| 383477     | 2007 AA30              | 9 de gener de 2007     | Kitt Peak            | Spacewatch           |
| 383478     | 2007 AM30              | 10 de gener de 2007    | Mount Lemmon         | Mt. Lemmon Survey    |
| 383479     | 2007 BR                | 16 de gener de 2007    | Socorro              | LINEAR               |
| 383480     | 2007 BU1               | 16 de gener de 2007    | Mount Lemmon         | Mt. Lemmon Survey    |
| 383481     | 2007 BZ13              | 17 de gener de 2007    | Kitt Peak            | Spacewatch           |
| 383482     | 2007 BN14              | 17 de gener de 2007    | Kitt Peak            | Spacewatch           |
| 383483     | 2007 BX14              | 17 de gener de 2007    | Kitt Peak            | Spacewatch           |
| 383484     | 2007 BA22              | 24 de gener de 2007    | Socorro              | LINEAR               |
| 383485     | 2007 BW23              | 24 de gener de 2007    | Mount Lemmon         | Mt. Lemmon Survey    |
| 383486     | 2007 BL28              | 24 de gener de 2007    | Mount Lemmon         | Mt. Lemmon Survey    |
| 383487     | 2007 BV28              | 17 de gener de 2007    | Mount Lemmon         | Mt. Lemmon Survey    |
| 383488     | 2007 BK40              | 24 de gener de 2007    | Mount Lemmon         | Mt. Lemmon Survey    |
| 383489     | 2007 BH43              | 24 de gener de 2007    | Mount Lemmon         | Mt. Lemmon Survey    |
| 383490     | 2007 BQ43              | 24 de gener de 2007    | Catalina             | CSS                  |
| 383491     | 2007 BF48              | 26 de gener de 2007    | Kitt Peak            | Spacewatch           |
| 383492     | 2007 BK50              | 21 de gener de 2007    | Nogales              | J.-C. Merlin         |
| 383493     | 2007 BQ51              | 17 de gener de 2007    | Kitt Peak            | Spacewatch           |
| 383494     | 2007 BB56              | 27 de novembre de 2006 | Mount Lemmon         | Mt. Lemmon Survey    |
| 383495     | 2007 BX57              | 24 de gener de 2007    | Socorro              | LINEAR               |
| 383496     | 2007 BP62              | 10 de gener de 2007    | Mount Lemmon         | Mt. Lemmon Survey    |
| 383497     | 2007 BW62              | 10 de gener de 2007    | Mount Lemmon         | Mt. Lemmon Survey    |
| 383498     | 2007 BG74              | 17 de gener de 2007    | Kitt Peak            | Spacewatch           |
| 383499     | 2007 BD76              | 28 de gener de 2007    | Kitt Peak            | Spacewatch           |
| 383500     | 2007 BK100             | 17 de gener de 2007    | Kitt Peak            | Spacewatch           |

## 383501-383600
| Nom    | Designació provisional | Data de descobriment   | Lloc de descobriment | Descobridor/s     |
| ------ | ---------------------- | ---------------------- | -------------------- | ----------------- |
| 383501 | 2007 CA1               | 6 de febrer de 2007    | Kitt Peak            | Spacewatch        |
| 383502 | 2007 CY1               | 6 de febrer de 2007    | Kitt Peak            | Spacewatch        |
| 383503 | 2007 CW9               | 6 de febrer de 2007    | Mount Lemmon         | Mt. Lemmon Survey |
| 383504 | 2007 CD11              | 6 de febrer de 2007    | Mount Lemmon         | Mt. Lemmon Survey |
| 383505 | 2007 CD16              | 6 de febrer de 2007    | Mount Lemmon         | Mt. Lemmon Survey |
| 383506 | 2007 CU16              | 8 de febrer de 2007    | Mount Lemmon         | Mt. Lemmon Survey |
| 383507 | 2007 CX17              | 8 de febrer de 2007    | Mount Lemmon         | Mt. Lemmon Survey |
| 383508 | 2007 CV18              | 9 de febrer de 2007    | Nogales              | J.-C. Merlin      |
| 383509 | 2007 CC20              | 6 de febrer de 2007    | Palomar              | NEAT              |
| 383510 | 2007 CE21              | 6 de febrer de 2007    | Mount Lemmon         | Mt. Lemmon Survey |
| 383511 | 2007 CC23              | 29 de gener de 2007    | Mount Lemmon         | Mt. Lemmon Survey |
| 383512 | 2007 CU25              | 9 de febrer de 2007    | Kitt Peak            | Spacewatch        |
| 383513 | 2007 CC26              | 9 de febrer de 2007    | Catalina             | CSS               |
| 383514 | 2007 CK34              | 6 de febrer de 2007    | Mount Lemmon         | Mt. Lemmon Survey |
| 383515 | 2007 CO40              | 7 de febrer de 2007    | Kitt Peak            | Spacewatch        |
| 383516 | 2007 CF45              | 8 de febrer de 2007    | Palomar              | NEAT              |
| 383517 | 2007 CJ45              | 8 de febrer de 2007    | Palomar              | NEAT              |
| 383518 | 2007 CO47              | 10 de febrer de 2007   | Palomar              | NEAT              |
| 383519 | 2007 CX52              | 13 de febrer de 2007   | Socorro              | LINEAR            |
| 383520 | 2007 CQ55              | 13 de desembre de 2006 | Mount Lemmon         | Mt. Lemmon Survey |
| 383521 | 2007 CV55              | 13 de febrer de 2007   | Mount Lemmon         | Mt. Lemmon Survey |
| 383522 | 2007 CX65              | 8 de febrer de 2007    | Kitt Peak            | Spacewatch        |
| 383523 | 2007 DE2               | 16 de febrer de 2007   | Catalina             | CSS               |
| 383524 | 2007 DD5               | 17 de febrer de 2007   | Kitt Peak            | Spacewatch        |
| 383525 | 2007 DT6               | 17 de febrer de 2007   | Mount Lemmon         | Mt. Lemmon Survey |
| 383526 | 2007 DB18              | 17 de febrer de 2007   | Kitt Peak            | Spacewatch        |
| 383527 | 2007 DT21              | 17 de febrer de 2007   | Kitt Peak            | Spacewatch        |
| 383528 | 2007 DN36              | 17 de febrer de 2007   | Kitt Peak            | Spacewatch        |
| 383529 | 2007 DG41              | 19 de febrer de 2007   | Mount Lemmon         | Mt. Lemmon Survey |
| 383530 | 2007 DE45              | 19 de febrer de 2007   | Mount Lemmon         | Mt. Lemmon Survey |
| 383531 | 2007 DE48              | 21 de febrer de 2007   | Mount Lemmon         | Mt. Lemmon Survey |
| 383532 | 2007 DY48              | 21 de febrer de 2007   | Mount Lemmon         | Mt. Lemmon Survey |
| 383533 | 2007 DW52              | 19 de febrer de 2007   | Mount Lemmon         | Mt. Lemmon Survey |
| 383534 | 2007 DG54              | 21 de febrer de 2007   | Kitt Peak            | Spacewatch        |
| 383535 | 2007 DS55              | 21 de febrer de 2007   | Kitt Peak            | Spacewatch        |
| 383536 | 2007 DY55              | 21 de febrer de 2007   | Kitt Peak            | Spacewatch        |
| 383537 | 2007 DK59              | 1 d'octubre de 2005    | Catalina             | CSS               |
| 383538 | 2007 DT64              | 21 de febrer de 2007   | Kitt Peak            | Spacewatch        |
| 383539 | 2007 DJ67              | 21 de febrer de 2007   | Kitt Peak            | Spacewatch        |
| 383540 | 2007 DL70              | 21 de febrer de 2007   | Kitt Peak            | Spacewatch        |
| 383541 | 2007 DR76              | 23 de gener de 2007    | Anderson Mesa        | LONEOS            |
| 383542 | 2007 DM83              | 25 de febrer de 2007   | Mount Lemmon         | Mt. Lemmon Survey |
| 383543 | 2007 DN83              | 25 de febrer de 2007   | Mount Lemmon         | Mt. Lemmon Survey |
| 383544 | 2007 DN90              | 23 de febrer de 2007   | Kitt Peak            | Spacewatch        |
| 383545 | 2007 DQ91              | 23 de febrer de 2007   | Mount Lemmon         | Mt. Lemmon Survey |
| 383546 | 2007 DN92              | 23 de febrer de 2007   | Kitt Peak            | Spacewatch        |
| 383547 | 2007 DR106             | 17 de febrer de 2007   | Mount Lemmon         | Mt. Lemmon Survey |
| 383548 | 2007 EM4               | 9 de març de 2007      | Mount Lemmon         | Mt. Lemmon Survey |
| 383549 | 2007 ET5               | 27 de gener de 2007    | Mount Lemmon         | Mt. Lemmon Survey |
| 383550 | 2007 ET8               | 9 de març de 2007      | Mount Lemmon         | Mt. Lemmon Survey |
| 383551 | 2007 EA9               | 9 de març de 2007      | Mount Lemmon         | Mt. Lemmon Survey |
| 383552 | 2007 EX10              | 9 de març de 2007      | Kitt Peak            | Spacewatch        |
| 383553 | 2007 EM15              | 9 de febrer de 2007    | Kitt Peak            | Spacewatch        |
| 383554 | 2007 EN17              | 9 de març de 2007      | Mount Lemmon         | Mt. Lemmon Survey |
| 383555 | 2007 EG22              | 7 de febrer de 2007    | Kitt Peak            | Spacewatch        |
| 383556 | 2007 EH28              | 9 de març de 2007      | Mount Lemmon         | Mt. Lemmon Survey |
| 383557 | 2007 EC39              | 12 de març de 2007     | Mount Lemmon         | Mt. Lemmon Survey |
| 383558 | 2007 EQ41              | 9 de març de 2007      | Mount Lemmon         | Mt. Lemmon Survey |
| 383559 | 2007 EV58              | 9 de març de 2007      | Mount Lemmon         | Mt. Lemmon Survey |
| 383560 | 2007 EZ72              | 10 de març de 2007     | Kitt Peak            | Spacewatch        |
| 383561 | 2007 EV104             | 26 de febrer de 2007   | Mount Lemmon         | Mt. Lemmon Survey |
| 383562 | 2007 EW104             | 11 de març de 2007     | Mount Lemmon         | Mt. Lemmon Survey |
| 383563 | 2007 EV129             | 9 de març de 2007      | Mount Lemmon         | Mt. Lemmon Survey |
| 383564 | 2007 EP136             | 10 de març de 2007     | Mount Lemmon         | Mt. Lemmon Survey |
| 383565 | 2007 ES136             | 10 de març de 2007     | Kitt Peak            | Spacewatch        |
| 383566 | 2007 EQ150             | 12 de març de 2007     | Mount Lemmon         | Mt. Lemmon Survey |
| 383567 | 2007 EQ156             | 12 de març de 2007     | Kitt Peak            | Spacewatch        |
| 383568 | 2007 EO158             | 14 de març de 2007     | Mount Lemmon         | Mt. Lemmon Survey |
| 383569 | 2007 EY161             | 29 de gener de 2007    | Kitt Peak            | Spacewatch        |
| 383570 | 2007 EY169             | 14 de març de 2007     | Mount Lemmon         | Mt. Lemmon Survey |
| 383571 | 2007 EJ179             | 14 de març de 2007     | Kitt Peak            | Spacewatch        |
| 383572 | 2007 ES184             | 13 de març de 2007     | Catalina             | CSS               |
| 383573 | 2007 ER189             | 13 de març de 2007     | Mount Lemmon         | Mt. Lemmon Survey |
| 383574 | 2007 ER191             | 13 de març de 2007     | Kitt Peak            | Spacewatch        |
| 383575 | 2007 ED198             | 15 de març de 2007     | Kitt Peak            | Spacewatch        |
| 383576 | 2007 EA207             | 14 de març de 2007     | Kitt Peak            | Spacewatch        |
| 383577 | 2007 EK210             | 8 de març de 2007      | Palomar              | NEAT              |
| 383578 | 2007 EA214             | 11 de març de 2007     | Mount Lemmon         | Mt. Lemmon Survey |
| 383579 | 2007 FU1               | 17 de març de 2007     | Anderson Mesa        | LONEOS            |
| 383580 | 2007 FA3               | 17 de març de 2007     | Anderson Mesa        | LONEOS            |
| 383581 | 2007 FS22              | 20 de març de 2007     | Kitt Peak            | Spacewatch        |
| 383582 | 2007 FN36              | 26 de març de 2007     | Mount Lemmon         | Mt. Lemmon Survey |
| 383583 | 2007 FP45              | 26 de març de 2007     | Mount Lemmon         | Mt. Lemmon Survey |
| 383584 | 2007 GD1               | 9 d'abril de 2007      | Črni Vrh             | Crni Vrh          |
| 383585 | 2007 GP8               | 7 d'abril de 2007      | Mount Lemmon         | Mt. Lemmon Survey |
| 383586 | 2007 GY11              | 11 d'abril de 2007     | Kitt Peak            | Spacewatch        |
| 383587 | 2007 GF16              | 11 de març de 2007     | Mount Lemmon         | Mt. Lemmon Survey |
| 383588 | 2007 GC33              | 11 d'abril de 2007     | Kitt Peak            | Spacewatch        |
| 383589 | 2007 GQ33              | 11 d'abril de 2007     | Mount Lemmon         | Mt. Lemmon Survey |
| 383590 | 2007 GQ45              | 14 d'abril de 2007     | Kitt Peak            | Spacewatch        |
| 383591 | 2007 GU45              | 14 de març de 2007     | Mount Lemmon         | Mt. Lemmon Survey |
| 383592 | 2007 GC52              | 15 d'abril de 2007     | Kitt Peak            | Spacewatch        |
| 383593 | 2007 GV61              | 15 d'abril de 2007     | Catalina             | CSS               |
| 383594 | 2007 GO70              | 15 d'abril de 2007     | Mount Lemmon         | Mt. Lemmon Survey |
| 383595 | 2007 HB1               | 16 d'abril de 2007     | Catalina             | CSS               |
| 383596 | 2007 HT2               | 16 d'abril de 2007     | Mount Lemmon         | Mt. Lemmon Survey |
| 383597 | 2007 HO9               | 18 d'abril de 2007     | Kitt Peak            | Spacewatch        |
| 383598 | 2007 HU14              | 20 d'abril de 2007     | Saint-Sulpice        | B. Christophe     |
| 383599 | 2007 HH20              | 18 d'abril de 2007     | Kitt Peak            | Spacewatch        |
| 383600 | 2007 HK24              | 18 d'abril de 2007     | Kitt Peak            | Spacewatch        |

## 383601-383700
| Nom    | Designació provisional | Data de descobriment   | Lloc de descobriment | Descobridor/s          |
| ------ | ---------------------- | ---------------------- | -------------------- | ---------------------- |
| 383601 | 2007 HF29              | 19 d'abril de 2007     | Mount Lemmon         | Mt. Lemmon Survey      |
| 383602 | 2007 HU35              | 19 d'abril de 2007     | Kitt Peak            | Spacewatch             |
| 383603 | 2007 HW36              | 19 d'abril de 2007     | Kitt Peak            | Spacewatch             |
| 383604 | 2007 HA42              | 22 d'abril de 2007     | Mount Lemmon         | Mt. Lemmon Survey      |
| 383605 | 2007 HW76              | 23 d'abril de 2007     | Kitt Peak            | Spacewatch             |
| 383606 | 2007 HP83              | 23 d'abril de 2007     | Kitt Peak            | Spacewatch             |
| 383607 | 2007 JC10              | 5 de maig de 2007      | Bergisch Gladbac     | W. Bickel              |
| 383608 | 2007 JX17              | 7 de maig de 2007      | Mount Lemmon         | Mt. Lemmon Survey      |
| 383609 | 2007 JJ20              | 11 de maig de 2007     | Mount Lemmon         | Mt. Lemmon Survey      |
| 383610 | 2007 JJ35              | 14 de maig de 2007     | Siding Spring        | Siding Spring Survey   |
| 383611 | 2007 JF42              | 11 de maig de 2007     | Kitt Peak            | Spacewatch             |
| 383612 | 2007 KD3               | 21 de maig de 2007     | Catalina             | CSS                    |
| 383613 | 2007 KW7               | 16 d'abril de 2007     | Catalina             | CSS                    |
| 383614 | 2007 LL3               | 13 de maig de 2007     | Kitt Peak            | Spacewatch             |
| 383615 | 2007 LQ12              | 9 de juny de 2007      | Kitt Peak            | Spacewatch             |
| 383616 | 2007 LW21              | 12 de juny de 2007     | Kitt Peak            | Spacewatch             |
| 383617 | 2007 MS                | 16 de juny de 2007     | Kitt Peak            | Spacewatch             |
| 383618 | 2007 ME21              | 21 de juny de 2007     | Mount Lemmon         | Mt. Lemmon Survey      |
| 383619 | 2007 MP27              | 23 de juny de 2007     | Siding Spring        | Siding Spring Survey   |
| 383620 | 2007 NG3               | 13 de juliol de 2007   | Wrightwood           | J. W. Young            |
| 383621 | 2007 NQ5               | 13 de juliol de 2007   | Lulin                | LUSS                   |
| 383622 | 2007 PJ9               | 11 d'agost de 2007     | Vallemare Borbon     | V. S. Casulli          |
| 383623 | 2007 PF12              | 10 d'agost de 2007     | Tiki                 | S. F. Hönig, N. Teamo  |
| 383624 | 2007 PH21              | 9 d'agost de 2007      | Socorro              | LINEAR                 |
| 383625 | 2007 PK34              | 8 d'agost de 2007      | Socorro              | LINEAR                 |
| 383626 | 2007 QE15              | 4 de maig de 2006      | Kitt Peak            | Spacewatch             |
| 383627 | 2007 RO42              | 8 de març de 2005      | Kitt Peak            | Spacewatch             |
| 383628 | 2007 RF67              | 10 de setembre de 2007 | Mount Lemmon         | Mt. Lemmon Survey      |
| 383629 | 2007 RO77              | 10 de setembre de 2007 | Mount Lemmon         | Mt. Lemmon Survey      |
| 383630 | 2007 RW93              | 10 de setembre de 2007 | Kitt Peak            | Spacewatch             |
| 383631 | 2007 RD95              | 10 de setembre de 2007 | Kitt Peak            | Spacewatch             |
| 383632 | 2007 RH162             | 12 de setembre de 2007 | Anderson Mesa        | LONEOS                 |
| 383633 | 2007 RY162             | 10 d'agost de 2007     | Kitt Peak            | Spacewatch             |
| 383634 | 2007 RH170             | 24 d'agost de 2007     | Kitt Peak            | Spacewatch             |
| 383635 | 2007 RC173             | 10 de setembre de 2007 | Kitt Peak            | Spacewatch             |
| 383636 | 2007 RL208             | 10 de setembre de 2007 | Kitt Peak            | Spacewatch             |
| 383637 | 2007 RH226             | 10 de setembre de 2007 | Kitt Peak            | Spacewatch             |
| 383638 | 2007 RT247             | 13 de setembre de 2007 | Catalina             | CSS                    |
| 383639 | 2007 RF251             | 20 de desembre de 2004 | Mount Lemmon         | Mt. Lemmon Survey      |
| 383640 | 2007 RE288             | 11 de setembre de 2007 | Kitt Peak            | Spacewatch             |
| 383641 | 2007 RW291             | 12 de setembre de 2007 | Mount Lemmon         | Mt. Lemmon Survey      |
| 383642 | 2007 RJ292             | 12 de setembre de 2007 | Mount Lemmon         | Mt. Lemmon Survey      |
| 383643 | 2007 RN292             | 12 de setembre de 2007 | Mount Lemmon         | Mt. Lemmon Survey      |
| 383644 | 2007 RD294             | 13 de setembre de 2007 | Kitt Peak            | Spacewatch             |
| 383645 | 2007 RA298             | 5 de setembre de 2007  | Catalina             | CSS                    |
| 383646 | 2007 RJ316             | 5 de setembre de 2007  | Anderson Mesa        | LONEOS                 |
| 383647 | 2007 RB324             | 14 de setembre de 2007 | Socorro              | LINEAR                 |
| 383648 | 2007 SU6               | 16 d'octubre de 1998   | Kitt Peak            | Spacewatch             |
| 383649 | 2007 SL9               | 18 de setembre de 2007 | Kitt Peak            | Spacewatch             |
| 383650 | 2007 SN18              | 20 de setembre de 2007 | Siding Spring        | Siding Spring Survey   |
| 383651 | 2007 TD15              | 8 d'octubre de 2007    | Catalina             | CSS                    |
| 383652 | 2007 TT37              | 4 d'octubre de 2007    | Catalina             | CSS                    |
| 383653 | 2007 TK46              | 8 d'octubre de 2007    | Catalina             | CSS                    |
| 383654 | 2007 TD52              | 4 d'octubre de 2007    | Kitt Peak            | Spacewatch             |
| 383655 | 2007 TD99              | 8 d'octubre de 2007    | Mount Lemmon         | Mt. Lemmon Survey      |
| 383656 | 2007 TE101             | 8 d'octubre de 2007    | Mount Lemmon         | Mt. Lemmon Survey      |
| 383657 | 2007 TR102             | 8 d'octubre de 2007    | Mount Lemmon         | Mt. Lemmon Survey      |
| 383658 | 2007 TZ109             | 7 d'octubre de 2007    | Catalina             | CSS                    |
| 383659 | 2007 TB110             | 5 de setembre de 2007  | Catalina             | CSS                    |
| 383660 | 2007 TS128             | 6 d'octubre de 2007    | Kitt Peak            | Spacewatch             |
| 383661 | 2007 TL133             | 7 d'octubre de 2007    | Mount Lemmon         | Mt. Lemmon Survey      |
| 383662 | 2007 TG137             | 8 d'octubre de 2007    | Catalina             | CSS                    |
| 383663 | 2007 TX138             | 9 d'octubre de 2007    | Catalina             | CSS                    |
| 383664 | 2007 TB141             | 9 d'octubre de 2007    | Kitt Peak            | Spacewatch             |
| 383665 | 2007 TG155             | 15 de setembre de 2007 | Anderson Mesa        | LONEOS                 |
| 383666 | 2007 TK160             | 9 d'octubre de 2007    | Socorro              | LINEAR                 |
| 383667 | 2007 TY167             | 12 d'octubre de 2007   | Socorro              | LINEAR                 |
| 383668 | 2007 TB173             | 10 de setembre de 2007 | Mount Lemmon         | Mt. Lemmon Survey      |
| 383669 | 2007 TJ175             | 4 d'octubre de 2007    | Kitt Peak            | Spacewatch             |
| 383670 | 2007 TQ175             | 4 d'octubre de 2007    | Kitt Peak            | Spacewatch             |
| 383671 | 2007 TH180             | 8 d'octubre de 2007    | Kitt Peak            | Spacewatch             |
| 383672 | 2007 TC183             | 8 d'octubre de 2007    | Purple Mountain      | PMO NEO Survey Program |
| 383673 | 2007 TY186             | 20 de setembre de 2007 | Kitt Peak            | Spacewatch             |
| 383674 | 2007 TY210             | 7 d'octubre de 2007    | Kitt Peak            | Spacewatch             |
| 383675 | 2007 TL211             | 7 d'octubre de 2007    | Kitt Peak            | Spacewatch             |
| 383676 | 2007 TT214             | 7 d'octubre de 2007    | Catalina             | CSS                    |
| 383677 | 2007 TS225             | 8 d'octubre de 2007    | Mount Lemmon         | Mt. Lemmon Survey      |
| 383678 | 2007 TA234             | 8 d'octubre de 2007    | Kitt Peak            | Spacewatch             |
| 383679 | 2007 TL235             | 9 d'octubre de 2007    | Mount Lemmon         | Mt. Lemmon Survey      |
| 383680 | 2007 TU240             | 5 d'octubre de 2007    | Siding Spring        | Siding Spring Survey   |
| 383681 | 2007 TV243             | 8 d'octubre de 2007    | Catalina             | CSS                    |
| 383682 | 2007 TC244             | 8 d'octubre de 2007    | Catalina             | CSS                    |
| 383683 | 2007 TO250             | 11 d'octubre de 2007   | Mount Lemmon         | Mt. Lemmon Survey      |
| 383684 | 2007 TU261             | 10 d'octubre de 2007   | Kitt Peak            | Spacewatch             |
| 383685 | 2007 TX266             | 25 de setembre de 2007 | Mount Lemmon         | Mt. Lemmon Survey      |
| 383686 | 2007 TR271             | 9 d'octubre de 2007    | Kitt Peak            | Spacewatch             |
| 383687 | 2007 TU304             | 13 d'octubre de 2007   | Mount Lemmon         | Mt. Lemmon Survey      |
| 383688 | 2007 TX314             | 18 de setembre de 1995 | Kitt Peak            | Spacewatch             |
| 383689 | 2007 TD319             | 12 d'octubre de 2007   | Kitt Peak            | Spacewatch             |
| 383690 | 2007 TT343             | 10 d'octubre de 2007   | Mount Lemmon         | Mt. Lemmon Survey      |
| 383691 | 2007 TY354             | 16 de maig de 2005     | Kitt Peak            | Spacewatch             |
| 383692 | 2007 TW360             | 14 d'octubre de 2007   | Mount Lemmon         | Mt. Lemmon Survey      |
| 383693 | 2007 TG382             | 14 d'octubre de 2007   | Kitt Peak            | Spacewatch             |
| 383694 | 2007 TS383             | 14 d'octubre de 2007   | Kitt Peak            | Spacewatch             |
| 383695 | 2007 TZ385             | 15 d'octubre de 2007   | Catalina             | CSS                    |
| 383696 | 2007 TO403             | 15 d'octubre de 2007   | Kitt Peak            | Spacewatch             |
| 383697 | 2007 TF406             | 15 d'octubre de 2007   | Kitt Peak            | Spacewatch             |
| 383698 | 2007 TU407             | 15 d'octubre de 2007   | Mount Lemmon         | Mt. Lemmon Survey      |
| 383699 | 2007 TV408             | 14 d'octubre de 2007   | Catalina             | CSS                    |
| 383700 | 2007 TV421             | 13 de setembre de 2007 | Catalina             | CSS                    |

## 383701-383800
| Nom    | Designació provisional | Data de descobriment   | Lloc de descobriment | Descobridor/s          |
| ------ | ---------------------- | ---------------------- | -------------------- | ---------------------- |
| 383701 | 2007 TT426             | 9 d'octubre de 2007    | Kitt Peak            | Spacewatch             |
| 383702 | 2007 TK436             | 4 de setembre de 2007  | Catalina             | CSS                    |
| 383703 | 2007 TK441             | 10 d'octubre de 2007   | Catalina             | CSS                    |
| 383704 | 2007 TV441             | 8 d'octubre de 2007    | Catalina             | CSS                    |
| 383705 | 2007 TT444             | 10 d'octubre de 2007   | Kitt Peak            | Spacewatch             |
| 383706 | 2007 TA445             | 13 de setembre de 2007 | Catalina             | CSS                    |
| 383707 | 2007 TN445             | 6 d'octubre de 2007    | Socorro              | LINEAR                 |
| 383708 | 2007 TX449             | 10 d'octubre de 2007   | Kitt Peak            | Spacewatch             |
| 383709 | 2007 TY450             | 13 d'octubre de 2007   | Mount Lemmon         | Mt. Lemmon Survey      |
| 383710 | 2007 UB                | 16 d'octubre de 2007   | Mayhill              | A. Lowe                |
| 383711 | 2007 UG5               | 10 d'octubre de 2007   | Kitt Peak            | Spacewatch             |
| 383712 | 2007 UG8               | 16 d'octubre de 2007   | Catalina             | CSS                    |
| 383713 | 2007 UW24              | 8 d'octubre de 2007    | Kitt Peak            | Spacewatch             |
| 383714 | 2007 UU37              | 19 d'octubre de 2007   | Catalina             | CSS                    |
| 383715 | 2007 UL43              | 18 d'octubre de 2007   | Kitt Peak            | Spacewatch             |
| 383716 | 2007 UY45              | 19 d'octubre de 2007   | Catalina             | CSS                    |
| 383717 | 2007 UA46              | 10 de març de 2005     | Mount Lemmon         | Mt. Lemmon Survey      |
| 383718 | 2007 UD48              | 20 d'octubre de 2007   | Mount Lemmon         | Mt. Lemmon Survey      |
| 383719 | 2007 UN59              | 10 de setembre de 2007 | Mount Lemmon         | Mt. Lemmon Survey      |
| 383720 | 2007 UW72              | 31 d'octubre de 2007   | Mount Lemmon         | Mt. Lemmon Survey      |
| 383721 | 2007 UD77              | 31 d'octubre de 2007   | Mount Lemmon         | Mt. Lemmon Survey      |
| 383722 | 2007 UN79              | 30 d'octubre de 2007   | Mount Lemmon         | Mt. Lemmon Survey      |
| 383723 | 2007 UR81              | 30 d'octubre de 2007   | Kitt Peak            | Spacewatch             |
| 383724 | 2007 UJ87              | 30 d'octubre de 2007   | Kitt Peak            | Spacewatch             |
| 383725 | 2007 UE89              | 30 d'octubre de 2007   | Mount Lemmon         | Mt. Lemmon Survey      |
| 383726 | 2007 UD94              | 12 de setembre de 2007 | Mount Lemmon         | Mt. Lemmon Survey      |
| 383727 | 2007 UK99              | 14 de setembre de 2007 | Mount Lemmon         | Mt. Lemmon Survey      |
| 383728 | 2007 UF100             | 30 d'octubre de 2007   | Kitt Peak            | Spacewatch             |
| 383729 | 2007 UU120             | 9 d'octubre de 2007    | Kitt Peak            | Spacewatch             |
| 383730 | 2007 UW122             | 30 d'octubre de 2007   | Kitt Peak            | Spacewatch             |
| 383731 | 2007 US128             | 21 d'octubre de 2007   | Mount Lemmon         | Mt. Lemmon Survey      |
| 383732 | 2007 UH136             | 16 d'octubre de 2007   | Catalina             | CSS                    |
| 383733 | 2007 UC140             | 16 d'octubre de 2007   | Mount Lemmon         | Mt. Lemmon Survey      |
| 383734 | 2007 VS4               | 5 de gener de 2003     | Socorro              | LINEAR                 |
| 383735 | 2007 VA11              | 1 de novembre de 2007  | Kitt Peak            | Spacewatch             |
| 383736 | 2007 VR13              | 1 de novembre de 2007  | Kitt Peak            | Spacewatch             |
| 383737 | 2007 VW14              | 1 de novembre de 2007  | Kitt Peak            | Spacewatch             |
| 383738 | 2007 VA30              | 5 d'octubre de 2007    | Kitt Peak            | Spacewatch             |
| 383739 | 2007 VD33              | 2 de novembre de 2007  | Kitt Peak            | Spacewatch             |
| 383740 | 2007 VY47              | 9 d'octubre de 2007    | Kitt Peak            | Spacewatch             |
| 383741 | 2007 VN50              | 9 d'octubre de 2007    | Kitt Peak            | Spacewatch             |
| 383742 | 2007 VM54              | 1 de novembre de 2007  | Kitt Peak            | Spacewatch             |
| 383743 | 2007 VB61              | 1 de novembre de 2007  | Kitt Peak            | Spacewatch             |
| 383744 | 2007 VA84              | 5 de novembre de 2007  | XuYi                 | PMO NEO Survey Program |
| 383745 | 2007 VL90              | 4 de novembre de 2007  | Socorro              | LINEAR                 |
| 383746 | 2007 VA93              | 3 de novembre de 2007  | Socorro              | LINEAR                 |
| 383747 | 2007 VO95              | 8 de novembre de 2007  | Socorro              | LINEAR                 |
| 383748 | 2007 VO97              | 1 de novembre de 2007  | Kitt Peak            | Spacewatch             |
| 383749 | 2007 VD114             | 3 de novembre de 2007  | Kitt Peak            | Spacewatch             |
| 383750 | 2007 VS117             | 4 de novembre de 2007  | Mount Lemmon         | Mt. Lemmon Survey      |
| 383751 | 2007 VH118             | 4 de novembre de 2007  | Catalina             | CSS                    |
| 383752 | 2007 VR122             | 5 de novembre de 2007  | Kitt Peak            | Spacewatch             |
| 383753 | 2007 VH146             | 4 de novembre de 2007  | Kitt Peak            | Spacewatch             |
| 383754 | 2007 VF148             | 4 de novembre de 2007  | Kitt Peak            | Spacewatch             |
| 383755 | 2007 VP169             | 5 de novembre de 2007  | Kitt Peak            | Spacewatch             |
| 383756 | 2007 VQ186             | 12 de novembre de 2007 | Bisei SG Center      | BATTeRS                |
| 383757 | 2007 VQ190             | 5 de novembre de 2007  | Catalina             | CSS                    |
| 383758 | 2007 VH201             | 9 de novembre de 2007  | Mount Lemmon         | Mt. Lemmon Survey      |
| 383759 | 2007 VY217             | 9 de novembre de 2007  | Kitt Peak            | Spacewatch             |
| 383760 | 2007 VT221             | 26 de setembre de 2007 | Mount Lemmon         | Mt. Lemmon Survey      |
| 383761 | 2007 VJ227             | 12 de novembre de 2007 | Catalina             | CSS                    |
| 383762 | 2007 VE228             | 12 de novembre de 2007 | Mount Lemmon         | Mt. Lemmon Survey      |
| 383763 | 2007 VL232             | 16 d'octubre de 2007   | Mount Lemmon         | Mt. Lemmon Survey      |
| 383764 | 2007 VE233             | 7 de novembre de 2007  | Catalina             | CSS                    |
| 383765 | 2007 VT233             | 8 de novembre de 2007  | Kitt Peak            | Spacewatch             |
| 383766 | 2007 VU237             | 11 de novembre de 2007 | Anderson Mesa        | LONEOS                 |
| 383767 | 2007 VV239             | 15 de setembre de 2007 | Mount Lemmon         | Mt. Lemmon Survey      |
| 383768 | 2007 VU241             | 12 de novembre de 2007 | Catalina             | CSS                    |
| 383769 | 2007 VF242             | 5 de novembre de 2007  | XuYi                 | PMO NEO Survey Program |
| 383770 | 2007 VO250             | 15 de novembre de 2007 | Mount Lemmon         | Mt. Lemmon Survey      |
| 383771 | 2007 VM255             | 12 de novembre de 2007 | Mount Lemmon         | Mt. Lemmon Survey      |
| 383772 | 2007 VP287             | 12 de novembre de 2007 | Mount Lemmon         | Mt. Lemmon Survey      |
| 383773 | 2007 VT298             | 11 de novembre de 2007 | Catalina             | CSS                    |
| 383774 | 2007 VY299             | 12 de novembre de 2007 | Catalina             | CSS                    |
| 383775 | 2007 VC301             | 15 de novembre de 2007 | Catalina             | CSS                    |
| 383776 | 2007 VJ303             | 2 de novembre de 2007  | Catalina             | CSS                    |
| 383777 | 2007 VK309             | 12 de novembre de 2007 | Mount Lemmon         | Mt. Lemmon Survey      |
| 383778 | 2007 VX315             | 8 de novembre de 2007  | Catalina             | CSS                    |
| 383779 | 2007 VP318             | 15 d'octubre de 2007   | Mount Lemmon         | Mt. Lemmon Survey      |
| 383780 | 2007 VB320             | 14 d'octubre de 2007   | Catalina             | CSS                    |
| 383781 | 2007 VV322             | 2 de novembre de 2007  | Socorro              | LINEAR                 |
| 383782 | 2007 VH323             | 2 de novembre de 2007  | Purple Mountain      | PMO NEO Survey Program |
| 383783 | 2007 VH330             | 3 de novembre de 2007  | Mount Lemmon         | Mt. Lemmon Survey      |
| 383784 | 2007 VP332             | 8 de novembre de 2007  | Mount Lemmon         | Mt. Lemmon Survey      |
| 383785 | 2007 WQ                | 17 d'octubre de 2007   | Mount Lemmon         | Mt. Lemmon Survey      |
| 383786 | 2007 WX6               | 18 de novembre de 2007 | Socorro              | LINEAR                 |
| 383787 | 2007 WQ10              | 17 de novembre de 2007 | Mount Lemmon         | Mt. Lemmon Survey      |
| 383788 | 2007 WS13              | 18 de novembre de 2007 | Catalina             | CSS                    |
| 383789 | 2007 WN18              | 18 de novembre de 2007 | Mount Lemmon         | Mt. Lemmon Survey      |
| 383790 | 2007 WX18              | 18 de novembre de 2007 | Mount Lemmon         | Mt. Lemmon Survey      |
| 383791 | 2007 WV22              | 17 de novembre de 2007 | Mount Lemmon         | Mt. Lemmon Survey      |
| 383792 | 2007 WX41              | 18 de novembre de 2007 | Mount Lemmon         | Mt. Lemmon Survey      |
| 383793 | 2007 WH42              | 18 de novembre de 2007 | Mount Lemmon         | Mt. Lemmon Survey      |
| 383794 | 2007 WX44              | 20 de novembre de 2007 | Mount Lemmon         | Mt. Lemmon Survey      |
| 383795 | 2007 WD48              | 20 de novembre de 2007 | Mount Lemmon         | Mt. Lemmon Survey      |
| 383796 | 2007 WO49              | 20 de novembre de 2007 | Mount Lemmon         | Mt. Lemmon Survey      |
| 383797 | 2007 XX                | 3 de desembre de 2007  | Kanab                | E. Sheridan            |
| 383798 | 2007 XK5               | 4 de desembre de 2007  | Kitt Peak            | Spacewatch             |
| 383799 | 2007 XO34              | 2 de novembre de 2007  | Socorro              | LINEAR                 |
| 383800 | 2007 YO21              | 16 de desembre de 2007 | Kitt Peak            | Spacewatch             |

## 383801-383900
| Nom    | Designació provisional | Data de descobriment   | Lloc de descobriment | Descobridor/s        |
| ------ | ---------------------- | ---------------------- | -------------------- | -------------------- |
| 383801 | 2007 YZ26              | 5 de desembre de 2007  | Kitt Peak            | Spacewatch           |
| 383802 | 2007 YQ30              | 28 de desembre de 2007 | Kitt Peak            | Spacewatch           |
| 383803 | 2007 YD49              | 3 de novembre de 2007  | Mount Lemmon         | Mt. Lemmon Survey    |
| 383804 | 2007 YQ52              | 30 de desembre de 2007 | Catalina             | CSS                  |
| 383805 | 2007 YQ65              | 31 de desembre de 2007 | Kitt Peak            | Spacewatch           |
| 383806 | 2007 YN69              | 30 de desembre de 2007 | Kitt Peak            | Spacewatch           |
| 383807 | 2007 YQ69              | 30 de desembre de 2007 | Kitt Peak            | Spacewatch           |
| 383808 | 2007 YB72              | 18 de desembre de 2007 | Mount Lemmon         | Mt. Lemmon Survey    |
| 383809 | 2008 AC6               | 10 de gener de 2008    | Mount Lemmon         | Mt. Lemmon Survey    |
| 383810 | 2008 AD6               | 16 d'octubre de 2007   | Mount Lemmon         | Mt. Lemmon Survey    |
| 383811 | 2008 AE34              | 10 de gener de 2008    | Kitt Peak            | Spacewatch           |
| 383812 | 2008 AV71              | 13 de gener de 2008    | Mount Lemmon         | Mt. Lemmon Survey    |
| 383813 | 2008 AQ94              | 14 de gener de 2008    | Kitt Peak            | Spacewatch           |
| 383814 | 2008 BE19              | 17 de desembre de 2007 | Mount Lemmon         | Mt. Lemmon Survey    |
| 383815 | 2008 BX52              | 16 de gener de 2008    | Kitt Peak            | Spacewatch           |
| 383816 | 2008 CP32              | 2 de febrer de 2008    | Kitt Peak            | Spacewatch           |
| 383817 | 2008 CU72              | 9 de febrer de 2008    | Saint-Sulpice        | B. Christophe        |
| 383818 | 2008 CL106             | 9 de febrer de 2008    | Mount Lemmon         | Mt. Lemmon Survey    |
| 383819 | 2008 CT174             | 19 de gener de 2008    | Mount Lemmon         | Mt. Lemmon Survey    |
| 383820 | 2008 DZ18              | 27 de febrer de 2008   | Kitt Peak            | Spacewatch           |
| 383821 | 2008 DN32              | 11 de gener de 2008    | Mount Lemmon         | Mt. Lemmon Survey    |
| 383822 | 2008 DC48              | 28 de febrer de 2008   | Mount Lemmon         | Mt. Lemmon Survey    |
| 383823 | 2008 EE12              | 1 de març de 2008      | Kitt Peak            | Spacewatch           |
| 383824 | 2008 EY38              | 4 de març de 2008      | Kitt Peak            | Spacewatch           |
| 383825 | 2008 EG73              | 14 de febrer de 2008   | Mount Lemmon         | Mt. Lemmon Survey    |
| 383826 | 2008 ES83              | 12 de febrer de 2008   | Mount Lemmon         | Mt. Lemmon Survey    |
| 383827 | 2008 EU142             | 13 de març de 2008     | Kitt Peak            | Spacewatch           |
| 383828 | 2008 FK50              | 28 de març de 2008     | Kitt Peak            | Spacewatch           |
| 383829 | 2008 FB66              | 28 de març de 2008     | Mount Lemmon         | Mt. Lemmon Survey    |
| 383830 | 2008 FN66              | 28 de març de 2008     | Kitt Peak            | Spacewatch           |
| 383831 | 2008 FZ67              | 13 de febrer de 2008   | Mount Lemmon         | Mt. Lemmon Survey    |
| 383832 | 2008 FR69              | 28 de març de 2008     | Kitt Peak            | Spacewatch           |
| 383833 | 2008 FS99              | 30 de març de 2008     | Kitt Peak            | Spacewatch           |
| 383834 | 2008 FS102             | 30 de març de 2008     | Kitt Peak            | Spacewatch           |
| 383835 | 2008 FD132             | 16 de març de 2008     | Kitt Peak            | Spacewatch           |
| 383836 | 2008 GJ68              | 6 d'abril de 2008      | Kitt Peak            | Spacewatch           |
| 383837 | 2008 GV73              | 7 d'abril de 2008      | Kitt Peak            | Spacewatch           |
| 383838 | 2008 GA100             | 9 d'abril de 2008      | Kitt Peak            | Spacewatch           |
| 383839 | 2008 GM102             | 10 d'abril de 2008     | Kitt Peak            | Spacewatch           |
| 383840 | 2008 GT123             | 11 de març de 2008     | Kitt Peak            | Spacewatch           |
| 383841 | 2008 HP18              | 15 d'abril de 2008     | Mount Lemmon         | Mt. Lemmon Survey    |
| 383842 | 2008 JY2               | 30 de gener de 2008    | Mount Lemmon         | Mt. Lemmon Survey    |
| 383843 | 2008 JA18              | 4 de maig de 2008      | Kitt Peak            | Spacewatch           |
| 383844 | 2008 JD20              | 7 de maig de 2008      | Skylive              | F. Tozzi             |
| 383845 | 2008 JE22              | 1 d'octubre de 2005    | Mount Lemmon         | Mt. Lemmon Survey    |
| 383846 | 2008 JN26              | 15 d'abril de 2008     | Catalina             | CSS                  |
| 383847 | 2008 JD38              | 4 de maig de 2008      | Kitt Peak            | Spacewatch           |
| 383848 | 2008 KT10              | 29 de maig de 2008     | Mount Lemmon         | Mt. Lemmon Survey    |
| 383849 | 2008 LM4               | 3 de juny de 2008      | Mount Lemmon         | Mt. Lemmon Survey    |
| 383850 | 2008 OU1               | 16 de juny de 2008     | Catalina             | CSS                  |
| 383851 | 2008 OQ6               | 25 de juliol de 2008   | Siding Spring        | Siding Spring Survey |
| 383852 | 2008 OF22              | 30 de juliol de 2008   | Kitt Peak            | Spacewatch           |
| 383853 | 2008 OO23              | 28 de juliol de 2008   | Catalina             | CSS                  |
| 383854 | 2008 PA2               | 3 d'agost de 2008      | La Sagra             | OAM                  |
| 383855 | 2008 PO5               | 1 d'agost de 2008      | La Sagra             | OAM                  |
| 383856 | 2008 PH12              | 10 d'agost de 2008     | Črni Vrh             | Crni Vrh             |
| 383857 | 2008 PQ17              | 10 d'agost de 2008     | Dauban               | F. Kugel             |
| 383858 | 2008 PD21              | 5 d'agost de 2008      | Siding Spring        | Siding Spring Survey |
| 383859 | 2008 QG                | 27 de gener de 2003    | Anderson Mesa        | LONEOS               |
| 383860 | 2008 QB4               | 24 d'agost de 2008     | Altschwendt          | W. Ries              |
| 383861 | 2008 QU5               | 6 d'agost de 2008      | Siding Spring        | Siding Spring Survey |
| 383862 | 2008 QR24              | 30 d'agost de 2008     | Dauban               | F. Kugel             |
| 383863 | 2008 QO29              | 24 d'agost de 2008     | La Sagra             | OAM                  |
| 383864 | 2008 QU44              | 23 d'agost de 2008     | Siding Spring        | Siding Spring Survey |
| 383865 | 2008 QE45              | 26 d'agost de 2008     | Socorro              | LINEAR               |
| 383866 | 2008 QO45              | 30 d'agost de 2008     | Socorro              | LINEAR               |
| 383867 | 2008 RZ23              | 30 d'agost de 2008     | Socorro              | LINEAR               |
| 383868 | 2008 RK25              | 5 de setembre de 2008  | Goodricke-Pigott     | R. A. Tucker         |
| 383869 | 2008 RA26              | 2 de setembre de 2008  | Dauban               | F. Kugel             |
| 383870 | 2008 RJ36              | 2 de setembre de 2008  | Kitt Peak            | Spacewatch           |
| 383871 | 2008 RF38              | 2 de setembre de 2008  | Kitt Peak            | Spacewatch           |
| 383872 | 2008 RO49              | 7 de febrer de 2006    | Catalina             | CSS                  |
| 383873 | 2008 RZ50              | 3 de setembre de 2008  | Kitt Peak            | Spacewatch           |
| 383874 | 2008 RX62              | 4 de setembre de 2008  | Kitt Peak            | Spacewatch           |
| 383875 | 2008 RA64              | 4 de setembre de 2008  | Kitt Peak            | Spacewatch           |
| 383876 | 2008 RF75              | 6 de setembre de 2008  | Catalina             | CSS                  |
| 383877 | 2008 RM96              | 7 de setembre de 2008  | Mount Lemmon         | Mt. Lemmon Survey    |
| 383878 | 2008 RW100             | 5 de setembre de 2008  | Kitt Peak            | Spacewatch           |
| 383879 | 2008 RE108             | 9 de setembre de 2008  | Kitt Peak            | Spacewatch           |
| 383880 | 2008 RQ108             | 10 de setembre de 2008 | Kitt Peak            | Spacewatch           |
| 383881 | 2008 RO115             | 7 de setembre de 2008  | Mount Lemmon         | Mt. Lemmon Survey    |
| 383882 | 2008 RJ129             | 9 de setembre de 2008  | Mount Lemmon         | Mt. Lemmon Survey    |
| 383883 | 2008 RU136             | 4 de setembre de 2008  | Kitt Peak            | Spacewatch           |
| 383884 | 2008 RT137             | 5 de setembre de 2008  | Kitt Peak            | Spacewatch           |
| 383885 | 2008 RN139             | 7 de setembre de 2008  | Mount Lemmon         | Mt. Lemmon Survey    |
| 383886 | 2008 RH140             | 9 de setembre de 2008  | Catalina             | CSS                  |
| 383887 | 2008 RO142             | 7 de setembre de 2008  | Socorro              | LINEAR               |
| 383888 | 2008 RB146             | 5 de setembre de 2008  | Socorro              | LINEAR               |
| 383889 | 2008 SF1               | 21 de setembre de 2008 | Grove Creek          | F. Tozzi             |
| 383890 | 2008 SM4               | 22 d'agost de 2008     | Kitt Peak            | Spacewatch           |
| 383891 | 2008 SV5               | 22 de setembre de 2008 | Socorro              | LINEAR               |
| 383892 | 2008 SK6               | 22 de setembre de 2008 | Socorro              | LINEAR               |
| 383893 | 2008 SR28              | 4 de setembre de 2008  | Kitt Peak            | Spacewatch           |
| 383894 | 2008 ST30              | 20 de setembre de 2008 | Kitt Peak            | Spacewatch           |
| 383895 | 2008 SG36              | 20 de setembre de 2008 | Kitt Peak            | Spacewatch           |
| 383896 | 2008 SA41              | 20 de setembre de 2008 | Catalina             | CSS                  |
| 383897 | 2008 ST44              | 20 de setembre de 2008 | Kitt Peak            | Spacewatch           |
| 383898 | 2008 SQ45              | 20 de setembre de 2008 | Kitt Peak            | Spacewatch           |
| 383899 | 2008 SD47              | 20 de setembre de 2008 | Kitt Peak            | Spacewatch           |
| 383900 | 2008 SA52              | 20 de setembre de 2008 | Mount Lemmon         | Mt. Lemmon Survey    |

## 383901-384000
| Nom    | Designació provisional | Data de descobriment   | Lloc de descobriment | Descobridor/s     |
| ------ | ---------------------- | ---------------------- | -------------------- | ----------------- |
| 383901 | 2008 SN52              | 20 de setembre de 2008 | Mount Lemmon         | Mt. Lemmon Survey |
| 383902 | 2008 SC58              | 20 de setembre de 2008 | Kitt Peak            | Spacewatch        |
| 383903 | 2008 SV66              | 21 de setembre de 2008 | Catalina             | CSS               |
| 383904 | 2008 SD69              | 4 de setembre de 2008  | Kitt Peak            | Spacewatch        |
| 383905 | 2008 SQ72              | 22 de setembre de 2008 | Kitt Peak            | Spacewatch        |
| 383906 | 2008 ST75              | 23 de setembre de 2008 | Mount Lemmon         | Mt. Lemmon Survey |
| 383907 | 2008 SP79              | 23 de setembre de 2008 | Mount Lemmon         | Mt. Lemmon Survey |
| 383908 | 2008 SE84              | 25 de setembre de 2008 | Dauban               | F. Kugel          |
| 383909 | 2008 SC88              | 20 de setembre de 2008 | Catalina             | CSS               |
| 383910 | 2008 SK91              | 9 de setembre de 2008  | Mount Lemmon         | Mt. Lemmon Survey |
| 383911 | 2008 SN101             | 21 de setembre de 2008 | Kitt Peak            | Spacewatch        |
| 383912 | 2008 ST114             | 22 de setembre de 2008 | Kitt Peak            | Spacewatch        |
| 383913 | 2008 SP121             | 22 de setembre de 2008 | Mount Lemmon         | Mt. Lemmon Survey |
| 383914 | 2008 SX122             | 22 de setembre de 2008 | Mount Lemmon         | Mt. Lemmon Survey |
| 383915 | 2008 SZ125             | 22 de setembre de 2008 | Mount Lemmon         | Mt. Lemmon Survey |
| 383916 | 2008 SZ127             | 22 de setembre de 2008 | Kitt Peak            | Spacewatch        |
| 383917 | 2008 SG128             | 22 de setembre de 2008 | Kitt Peak            | Spacewatch        |
| 383918 | 2008 ST131             | 22 de setembre de 2008 | Kitt Peak            | Spacewatch        |
| 383919 | 2008 SX145             | 22 de setembre de 2008 | Goodricke-Pigott     | R. A. Tucker      |
| 383920 | 2008 SM147             | 24 de setembre de 2008 | Bergisch Gladbac     | W. Bickel         |
| 383921 | 2008 SM152             | 24 de setembre de 2008 | Mount Lemmon         | Mt. Lemmon Survey |
| 383922 | 2008 SO162             | 28 de setembre de 2008 | Socorro              | LINEAR            |
| 383923 | 2008 SE166             | 28 de setembre de 2008 | Socorro              | LINEAR            |
| 383924 | 2008 SJ167             | 28 de setembre de 2008 | Socorro              | LINEAR            |
| 383925 | 2008 SK173             | 22 de setembre de 2008 | Catalina             | CSS               |
| 383926 | 2008 SC174             | 22 de setembre de 2008 | Catalina             | CSS               |
| 383927 | 2008 SM175             | 27 de desembre de 2000 | Kitt Peak            | Spacewatch        |
| 383928 | 2008 SR188             | 25 de setembre de 2008 | Kitt Peak            | Spacewatch        |
| 383929 | 2008 ST192             | 25 de setembre de 2008 | Kitt Peak            | Spacewatch        |
| 383930 | 2008 SB194             | 25 de setembre de 2008 | Kitt Peak            | Spacewatch        |
| 383931 | 2008 SM199             | 26 de setembre de 2008 | Kitt Peak            | Spacewatch        |
| 383932 | 2008 SE200             | 26 de setembre de 2008 | Kitt Peak            | Spacewatch        |
| 383933 | 2008 SU201             | 26 de setembre de 2008 | Kitt Peak            | Spacewatch        |
| 383934 | 2008 SJ203             | 26 de setembre de 2008 | Kitt Peak            | Spacewatch        |
| 383935 | 2008 SA218             | 30 de setembre de 2008 | Kitt Peak            | Spacewatch        |
| 383936 | 2008 SW219             | 1 de novembre de 1999  | Kitt Peak            | Spacewatch        |
| 383937 | 2008 SP221             | 25 de setembre de 2008 | Mount Lemmon         | Mt. Lemmon Survey |
| 383938 | 2008 SU228             | 15 de desembre de 2004 | Kitt Peak            | Spacewatch        |
| 383939 | 2008 SV239             | 21 de setembre de 2008 | Kitt Peak            | Spacewatch        |
| 383940 | 2008 SO240             | 29 de setembre de 2008 | Kitt Peak            | Spacewatch        |
| 383941 | 2008 SL244             | 26 de setembre de 2008 | Kitt Peak            | Spacewatch        |
| 383942 | 2008 SZ258             | 23 de setembre de 2008 | Catalina             | CSS               |
| 383943 | 2008 SR260             | 23 de setembre de 2008 | Catalina             | CSS               |
| 383944 | 2008 SX263             | 24 de setembre de 2008 | Mount Lemmon         | Mt. Lemmon Survey |
| 383945 | 2008 ST268             | 29 de setembre de 2008 | Catalina             | CSS               |
| 383946 | 2008 SU268             | 29 de setembre de 2008 | Catalina             | CSS               |
| 383947 | 2008 SF272             | 30 de setembre de 2008 | Mount Lemmon         | Mt. Lemmon Survey |
| 383948 | 2008 SH274             | 19 de setembre de 2008 | Kitt Peak            | Spacewatch        |
| 383949 | 2008 SG281             | 29 de setembre de 2008 | Mount Lemmon         | Mt. Lemmon Survey |
| 383950 | 2008 SG286             | 22 de setembre de 2008 | Kitt Peak            | Spacewatch        |
| 383951 | 2008 SK306             | 28 de setembre de 2008 | Mount Lemmon         | Mt. Lemmon Survey |
| 383952 | 2008 SH307             | 29 de setembre de 2008 | Mount Lemmon         | Mt. Lemmon Survey |
| 383953 | 2008 TV                | 2 d'octubre de 2008    | Great Shefford       | P. Birtwhistle    |
| 383954 | 2008 TG1               | 1 d'octubre de 2008    | Charleston           | Charleston        |
| 383955 | 2008 TE6               | 22 de setembre de 2008 | Mount Lemmon         | Mt. Lemmon Survey |
| 383956 | 2008 TA7               | 3 d'octubre de 2008    | La Sagra             | OAM               |
| 383957 | 2008 TE8               | 4 d'octubre de 2008    | La Sagra             | OAM               |
| 383958 | 2008 TL22              | 1 d'octubre de 2008    | Kitt Peak            | Spacewatch        |
| 383959 | 2008 TP32              | 1 d'octubre de 2008    | Kitt Peak            | Spacewatch        |
| 383960 | 2008 TM34              | 1 d'octubre de 2008    | Kitt Peak            | Spacewatch        |
| 383961 | 2008 TD36              | 1 d'octubre de 2008    | Mount Lemmon         | Mt. Lemmon Survey |
| 383962 | 2008 TH39              | 1 d'octubre de 2008    | Kitt Peak            | Spacewatch        |
| 383963 | 2008 TC41              | 1 d'octubre de 2008    | Mount Lemmon         | Mt. Lemmon Survey |
| 383964 | 2008 TP44              | 1 d'octubre de 2008    | Mount Lemmon         | Mt. Lemmon Survey |
| 383965 | 2008 TE47              | 1 d'octubre de 2008    | Kitt Peak            | Spacewatch        |
| 383966 | 2008 TQ51              | 2 d'octubre de 2008    | Kitt Peak            | Spacewatch        |
| 383967 | 2008 TZ55              | 2 d'octubre de 2008    | Kitt Peak            | Spacewatch        |
| 383968 | 2008 TT57              | 2 d'octubre de 2008    | Kitt Peak            | Spacewatch        |
| 383969 | 2008 TU57              | 2 d'octubre de 2008    | Kitt Peak            | Spacewatch        |
| 383970 | 2008 TU63              | 2 d'octubre de 2008    | Kitt Peak            | Spacewatch        |
| 383971 | 2008 TC68              | 2 d'octubre de 2008    | Kitt Peak            | Spacewatch        |
| 383972 | 2008 TF83              | 3 d'octubre de 2008    | Kitt Peak            | Spacewatch        |
| 383973 | 2008 TL88              | 3 d'octubre de 2008    | Kitt Peak            | Spacewatch        |
| 383974 | 2008 TA92              | 23 de setembre de 2008 | Catalina             | CSS               |
| 383975 | 2008 TM99              | 24 de setembre de 2008 | Kitt Peak            | Spacewatch        |
| 383976 | 2008 TP102             | 6 d'octubre de 2008    | Kitt Peak            | Spacewatch        |
| 383977 | 2008 TK105             | 6 d'octubre de 2008    | Kitt Peak            | Spacewatch        |
| 383978 | 2008 TK106             | 6 d'octubre de 2008    | Kitt Peak            | Spacewatch        |
| 383979 | 2008 TO106             | 20 de setembre de 2008 | Kitt Peak            | Spacewatch        |
| 383980 | 2008 TB115             | 6 d'octubre de 2008    | Catalina             | CSS               |
| 383981 | 2008 TS115             | 6 d'octubre de 2008    | Catalina             | CSS               |
| 383982 | 2008 TJ116             | 6 d'octubre de 2008    | Catalina             | CSS               |
| 383983 | 2008 TA122             | 7 d'octubre de 2008    | Catalina             | CSS               |
| 383984 | 2008 TE122             | 7 d'octubre de 2008    | Catalina             | CSS               |
| 383985 | 2008 TT130             | 8 d'octubre de 2008    | Mount Lemmon         | Mt. Lemmon Survey |
| 383986 | 2008 TU132             | 8 d'octubre de 2008    | Mount Lemmon         | Mt. Lemmon Survey |
| 383987 | 2008 TY139             | 8 d'octubre de 2008    | Mount Lemmon         | Mt. Lemmon Survey |
| 383988 | 2008 TQ154             | 9 d'octubre de 2008    | Kitt Peak            | Spacewatch        |
| 383989 | 2008 TX160             | 2 d'octubre de 2008    | Kitt Peak            | Spacewatch        |
| 383990 | 2008 TA161             | 6 d'octubre de 2008    | Kitt Peak            | Spacewatch        |
| 383991 | 2008 TP163             | 1 d'octubre de 2008    | Kitt Peak            | Spacewatch        |
| 383992 | 2008 TJ165             | 2 d'octubre de 2008    | Mount Lemmon         | Mt. Lemmon Survey |
| 383993 | 2008 TR165             | 4 d'octubre de 2008    | Mount Lemmon         | Mt. Lemmon Survey |
| 383994 | 2008 TG166             | 6 d'octubre de 2008    | Mount Lemmon         | Mt. Lemmon Survey |
| 383995 | 2008 TG169             | 7 d'octubre de 2008    | Kitt Peak            | Spacewatch        |
| 383996 | 2008 TL180             | 7 de setembre de 2008  | Catalina             | CSS               |
| 383997 | 2008 UO2               | 22 d'octubre de 2008   | Goodricke-Pigott     | R. A. Tucker      |
| 383998 | 2008 UH10              | 17 d'octubre de 2008   | Kitt Peak            | Spacewatch        |
| 383999 | 2008 UR11              | 17 d'octubre de 2008   | Kitt Peak            | Spacewatch        |
| 384000 | 2008 UJ13              | 17 d'octubre de 2008   | Kitt Peak            | Spacewatch        |